# Hattuszasz
Hattuszasz (óasszír Ḫattuš vagy Ḫattum, hettita nyelven URUḫa-at-tu-ša-aš, magyarul Hattum vára, sokszor Hattusa vagy Hattusas írásmóddal, ékírással 𒌷𒄩𒀜𒌅𒊭) a Hettita Birodalom központja Anatólia középső részén a mai Boğazkale (korábban Boğazköy) nevű település közelében helyezkedett el. Ma látható épületeinek nagy része az i. e. 14. és 13. században épült, abban az időben, amikor a nagyhatalmú hettita uralkodók, főleg III. Hattuszilisz és III. (IV.) Tudhalijasz monumentális épületeket emeltettek a városban és kiterjesztették annak külső határait. Hattuszasz egy hegyes, völgyekkel és vízfolyásokkal tagolt vidéken épült egy még korábbi település helyére. Ahogy területe bővült, formája és elrendezése a környezethez igazodott. A település négy nagyobb részre osztható: Büyükkale és a rajta épült citadella (zárt, elkülönülő egység a városon belül); Felsőváros, Alsóváros és a Büyükkaya-hegy.
Hattuszasz legnagyobb kiterjedését az i. e. 14. és 13. század között érte el. Az ásatások során a Felsővárosban számos templomépületet azonosítottak, ahonnan nagy mennyiségű ékírásos dokumentum került elő. Az ásatások során öt réteget tártak fel. Az V. ásatási réteg egy i. e. 2000-ből való települést hozott felszínre, a IV. réteg a hettita betelepülés korszakából való. A fénykori Hattuszaszt a III/a. réteg rejtette. A III/b. réteg a késői újbirodalom kora, és a II. rétegtől hatalmas tűzvész nyomai választják el. A II. rétegben késői fríg korra utaló leleteket találtak, az I. réteg pedig hellenisztikus korú. A Felsővárost déli oldalról egy tornyokkal tagolt városfal védte, ezekbe építették a híres kapukat, az Oroszlános kaput, a Király kapuját és a Szfinxek kapuját. Az Alsóvárosban – melyet szintén egy fal vett körül – tárták fel a város legnagyobb épületét, az 1. vagy Nagy templomot. Egy főépületből és számos körülötte elhelyezkedő raktárhelyiségből állt, a vihar istenének, Teszubnak és a napistennőnek, Hebatnak ajánlották. Hattuszasztól 2 kilométerre északkeletre található Yazılıkaya (a „feliratos szikla”), ahol egy sziklaszentélyt építettek. A szentély kialakítása az i. e. 13. század második felében, III. (IV.) Tudhalijasz királynak tulajdonítható.

## A város története

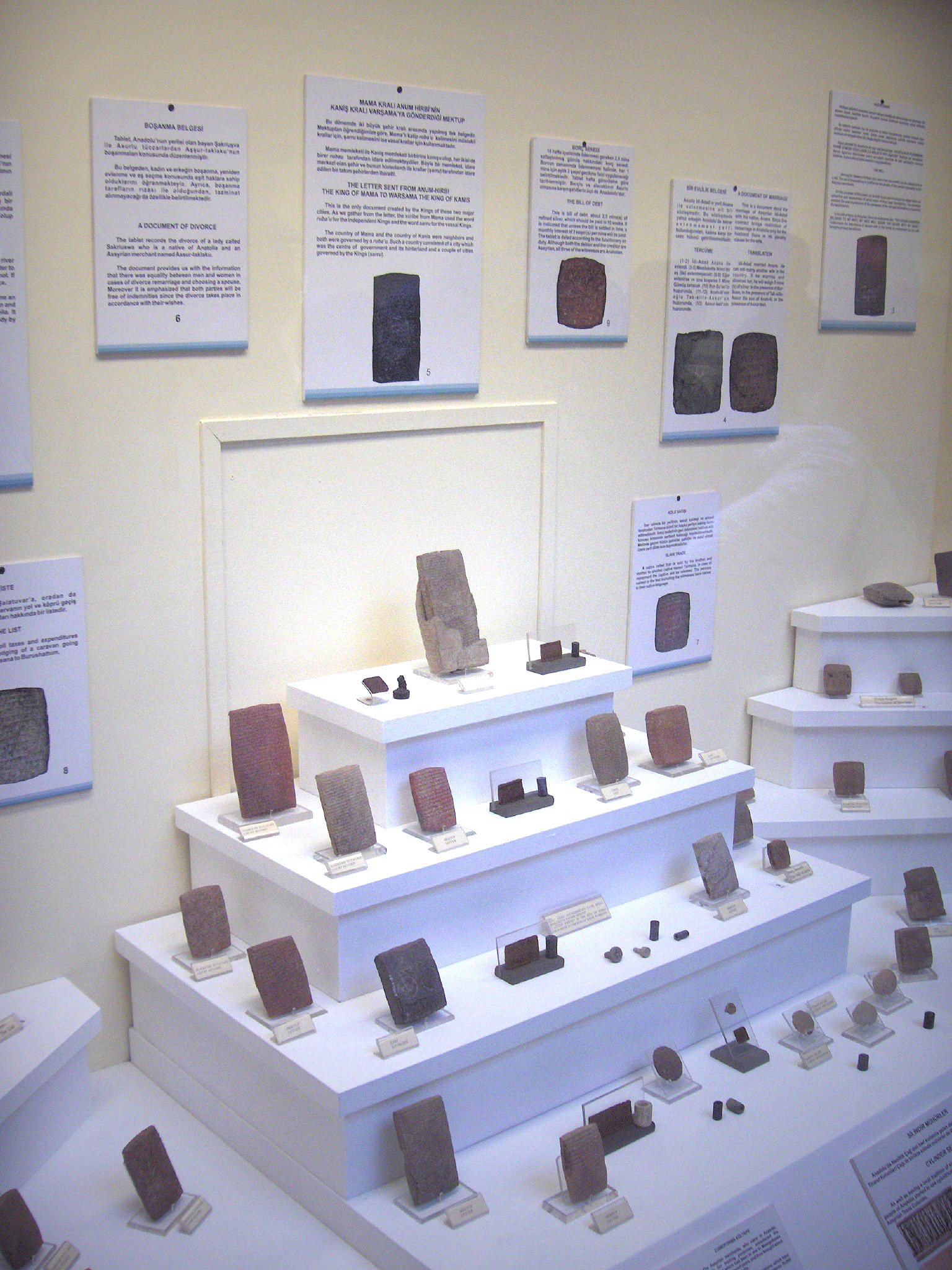
Agyagtáblák az asszír kalmárkolóniák korából, Anatóliai Civilizációk Múzeuma, Ankara

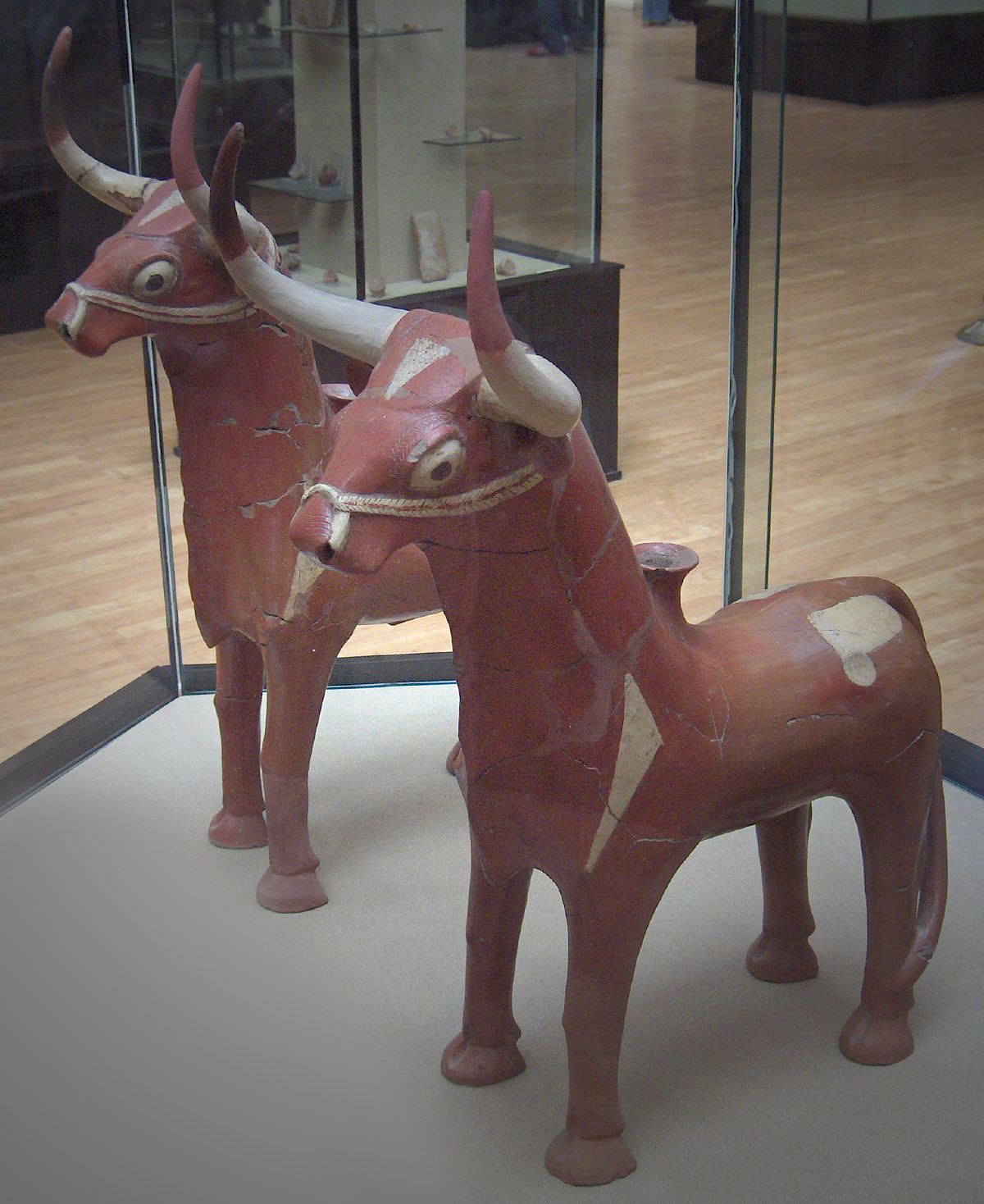
Rituális égetett agyagedények Bogazköyből (204. kt. 90 cm.), i. e. 1600 körül, Anatóliai Civilizációk Múzeuma, Ankara

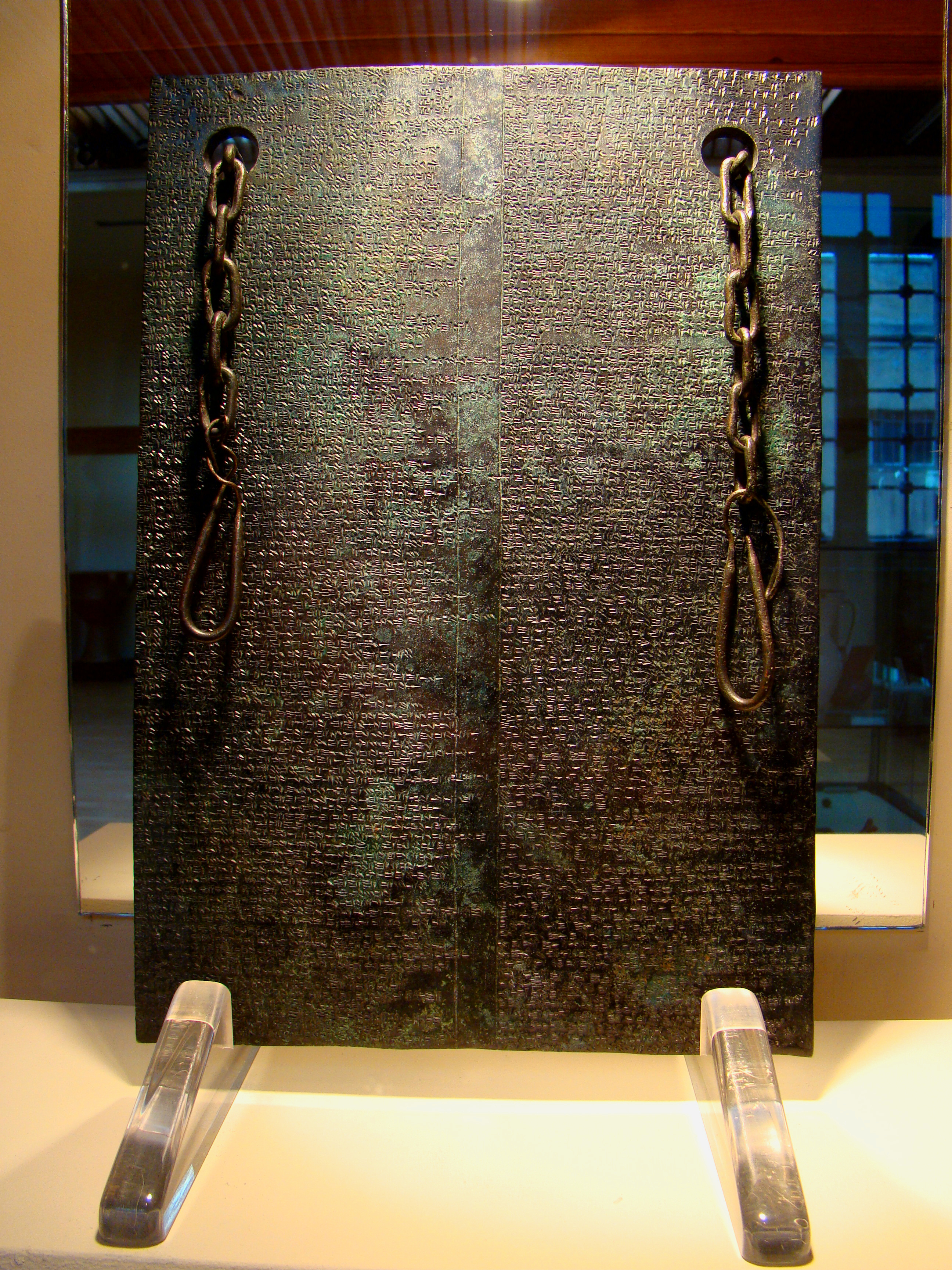
Ékírásos bronztábla III. (IV.) Tudhalijasz korából, Anatóliai Civilizációk Múzeuma, Ankara

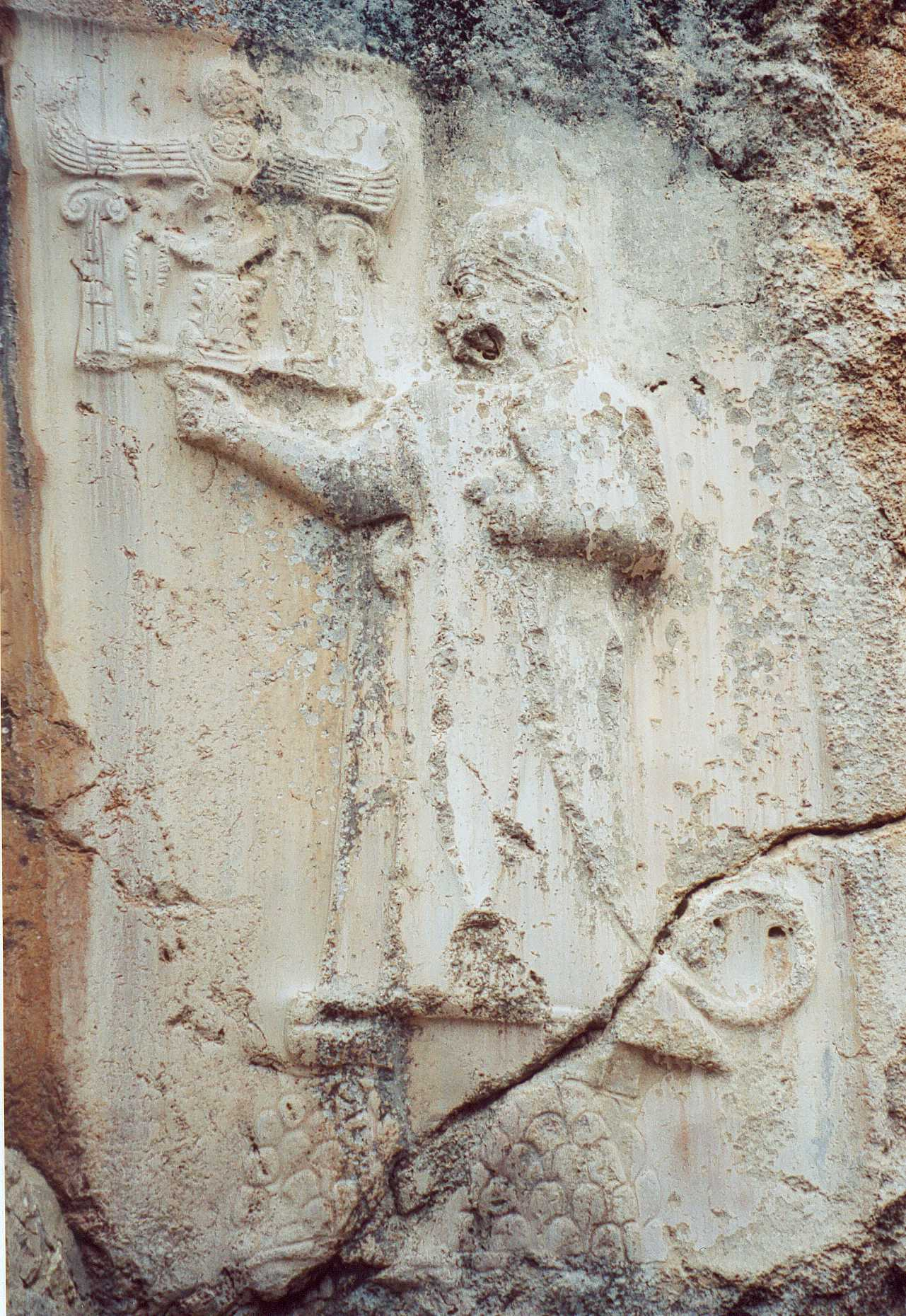
Yazılıkaya sziklaszentély, III. (IV.) Tudhalijasz sziklareliefje

### Földrajzi környezet és a kezdetek
Hattuszasz Közép-Anatólia északi részén fekszik, éghajlata száraz kontinentális, a tél hosszú és hideg, a nyár viszonylag rövid, de forró. A történelem előtti időkben ez a térség csapadékosabb volt, kevésbé szélsőséges hőmérsékletekkel. A terület sokkal alkalmasabb volt földművelésre és állattenyésztésre, mint napjainkban. Sűrű erdők és bozótosok borították, ezek megkötötték a talajt, és hatásukra a talajvíz szintje is magasabban volt a jelenleginél. A paleolitikum és a mezolitikum idejéből (amikor vadászó és gyűjtögető népcsoportok vándoroltak a területen) nagyon kevés lelet került elő. A neolitikum korából is (amikor a népesség letelepedett, földműveléssel és állattenyésztéssel kezdett foglalkozni) kevés nyom maradt, valószínűleg azért, mert az erdőkkel borított hegyes vidéken nehezen lehetett földművelésre alkalmas területeket kialakítani.

### Korai telepesek (i. e. 6. évezred – i. e. 3. évezred)
A területen az első településnyomok az i. e. 6. évezredből valók, a rézkor kezdetéről, amikor kisméretű, szétszórt falvak jelentek meg legfőképpen a hegyoldalakon és a sziklás kiemelkedések tetején. Egy ilyen település maradványa Büyükkayán a legkorábbi eddig előkerült településnyom Hattuszaszban. A következő évezredekben a környék csak nagyon lassan, fokozatosan települt be, és csak az i. e. 3. évezredben, a korai bronzkor idején alakult ki egy olyan településhálózat, amelynek részei kereskedelmet folytattak egymással, és kialakultak egy bonyolultabb társadalmi fejlődés alapjai. Egyes települések politikai és vallási központtá váltak és egyre nagyobb területre terjesztették ki hatalmukat. A fejlődést az is gyorsította, hogy a környéken számos ásványkincset találtak.
Az i. e. 22. század és az i. e. 19. század között semmilyen írott forrás nincs Hattuszaszról, vagy akár bármelyik hatti–hettita településről. Ezért e négy évszázadról csak a régészet mondhat valamit. Ebben az időben valószínűleg csak a Büyükkale területén volt telep (legalábbis csak innen ismertek leletek), ekkor keletkeztek a Vb-Va és IVd rétegek. E korszakban legalább egy lakatlan periódus is volt.

### Az asszír kereskedő kolóniák kora (i. e. 2000 – i. e. 1700)
Az óasszír kereskedelem időszakában a város nagy jelentőségre tett szert. Először az i. e. 20.–i. e. 19. század körül, majd jó néhány évtizedes szünettel az i. e. 18. század elején asszír kereskedők kolóniát alapítottak a területén, hogy a helyszínen a karavánok számára árut, rezet, ezüstöt, aranyat és drágaköveket szerezzenek be. Ezt az árut Mezopotámiába szállították, ahonnan visszafelé ónt, szöveteket és ruhákat hoztak. Az asszír kereskedők utazásaik során kapcsolatba kerültek más anatóliai városok termékeivel is, így idővel az egész kelet-anatóliai területet kereskedelmi kapcsolatok szőtték át.
A későbbi Hattuszasz mellett az számos más hatti uralom alatt álló városban létesítettek kolóniákat, családjaikkal elkülönített városnegyedekben laktak, ezeket kárumnak (akkádul: kâru(m), jelentése „kikötő”) nevezték. Politikával nem foglalkoztak, adót fizettek a város urának, aki cserébe védelmezte őket. Ezek az asszír kereskedők terjesztették el az írást az anatóliai városokban is, mivel a kereskedelem nem létezhetett adminisztráció nélkül. A megrendeléseket, vásárlásokat, eladásokat, hitelnyújtásokat akkád nyelven írt ékírásos agyagtáblákra jegyezték fel. Ezeken a táblákon jelenik meg először a város neve, Hattus.
Ebben a korban Büyükkale területén egy erődöt építettek, itt lehetett az uralkodó székhelye. A város többi része a Büyükkale alatti domboldaltól addig a területig terjedt, ahol később a Nagy templomot emelték. A kereskedők karumja a város északi részén feküdt. A várost a támadások kivédésére erős falakkal vették körül. Az i. e. 2. évezred első századaiban Közép-Anatólia területén folyamatosak voltak a harcok a hattik és a betelepülni igyekvő hettiták között.
A középső bronzkor vége felé, az i. e. 18. század folyamán hatti népcsoportok telepedtek le a későbbi Hattuszasz területén, innentől kezdve a város körülbelül i. e. 1700-ig folyamatosan lakott volt. Nyomaik az Alsóváros, Büyükkale és Büyükkaya területén azonosíthatóak, településeiket megerősített falakkal védték.
I. e. 1700 körül a város teljesen elpusztult egy tűzvészben, amikor Anittasz, Kusszara királya megtámadta és lerombolta. Anittasz király felirata szerint (CTH#1) még átokkal is sújtotta, miszerint aki újra felépíti a várost és benépesíti, azt a Viharisten büntesse meg.
Az i. e. 17. század második feléig a település elhagyatottan állt, majd I. Hattuszilisz hettita uralkodó Hattuszasz néven székhelyéül választotta.

### Hattuszasz a Hettita Óbirodalom idején (i. e. 1650/1600 – i. e. 1400/1350)
Hattuszasz első hettita uralkodója Anittasz királyhoz hasonlóan Kusszara városból származott, a birodalmi Hatti uralkodója volt, talán I. Labarnasz, akinek uralkodói neve lehetett Ḫattuš+ili(/š) (hattuszilisz, azaz Ḫattušiliš), „Hattuszasz szülötte” (pontosabban: „hattumi ember”, hattum + földrajzi helyre utaló személynévképző). Más lehetőség szerint Hattuszilisz Labarnasz utódja volt, és ő vette fel a labarna nevet uralkodói címként. Uralkodása alatt ismét elterjedt az ékírás, amelyet az asszír kereskedelmi hálózat összeomlása után egy ideig nem használtak. A feljegyzések száma egyre nőtt, egész agyagtábla-archívumok maradtak fenn az utókor számára. Az agyagtáblák többek között szerződéseket, hivatalos állami levelezést, törvénygyűjteményeket, jóslatokat, irodalmi szövegeket, jogszabályokat tartalmaznak. 1906 óta Hattuszasz területén körülbelül 30 000 agyagtáblát és táblatöredéket találtak. I. Hattuszilisz uralkodása alatt több hadjáratot vezetett Közép-Anatóliába és Szíria északi részére. Utóda, I Murszilisz, folytatta elődje terjeszkedő politikáját, elfoglalta Aleppót, seregei i. e. 1595-ben felégették és kifosztották Babilont és elhurcolták a szent istenszobrokat. A hettita hódítás véget vetett Hammurapi dinasztiájának. Az I. Murszilisz halálát követő zavaros időszakban a hettiták hatalma meggyengült, a meghódított városok fellázadtak, és a birodalom fennhatósága már csak ismét Közép-Anatóliára korlátozódott. A hettita középbirodalom korában (vagy más periodizáció szerint az átmeneti korban) I. Tudhalijasz északra, Szapinuva városába tette át a székhelyet, valószínűleg a kaszkák fenyegetése miatt, mivel délről a szövetséges Kizzuvatna védte. Valamikor még I. Szuppiluliumasz előtt visszakerült Hattuszaszba az uralkodói székhely. Hattuszasz városszerkezete i. e. 1400 körül nagyjából ugyanolyan volt, mint a hatti uralkodók idejében. Büyükkale területén helyezkedett el a király megerősített rezidenciája, amit az alatta elterülő várossal és Büyükkayával együtt egy erődrendszerrel védtek. A város magja kb. 0,9×1,2 kilométer helyet foglalt el, emellett a városfalakon kívül elszórt települések épültek. I. e. 1400 körül Hattuszaszt támadás érte, épületeinek nagy része leégett az ostrom alatt. Szuppiluliumasz iratai alapján II. Tudhalijasz idején is közvetlen ostrom, de legalábbis fenyegetettség alatt állt, és II. Tudhalijasz Szamuhában tartotta rezidenciáját.

### Hattuszasz a Hettita Újbirodalom idején (i. e. 1400/1350 – i. e. 1180 k.)
I. Szuppiluliumasz (i. e. 1370–1344 vagy i. e. 1330–1322) uralkodása alatt a Hettita Birodalom ismét felvirágzott. Határait egészen Egyiptomig terjesztette ki, ahol a mindkét fél által folytatott terjeszkedési kísérletek miatt állandósultak az összecsapások. A Kádes melletti csatában (i. e. 1286 vagy 1275) II. Muvatallisz jelentős csapást mért II. Ramszesz egyiptomi fáraó seregeire, ezek után a két rivális hatalom tartós békét kötött. Muvatallisz idejében Hattuszasz elvesztette főváros szerepét, mert az uralkodó délebbre fekvő Tarhuntasszaszba helyezte át székhelyét. Utóda III. Murszilisz visszatért Hattuszaszba, de mielőtt komolyabb építkezésekbe foghatott volna, nagybátyja megfosztotta trónjától és III. Hattuszilisz néven a Hettita Birodalom ura lett (i. e 1275–1245 vagy i. e. 1264–1239). Ő és utóda, III. (IV.) Tudhalijasz (i. e. 1245–1215 vagy i. e. 1239–1209) idejében a város újból felvirágzott, a ma is látható épületromok nagy része ebből a korból származnak. Az Alsóváros védelmét megerősítették, a régebbi falakat újjáépítették, a falakon belül nagyszabású építkezésekbe kezdtek, számos templomot emeltek. A Királyi citadellát is teljesen átépítették, egy nagyméretű palotát emeltek oszlopos csarnokokkal, lakó- és tárolóhelyiségekkel, fogadócsarnokokkal. III. (IV.) Tudhalijasz idejében alakították ki a Yazılıkaya végső formáját is. Ezután Hattuszasz a birodalom politikai központja mellett vallási központtá is vált. III. (IV.) Tudhalijasz halála után a város hanyatlani kezdett, rossz termések sorozata követte egymást, ezenkívül a helyzetet trónviszályok is nehezítették. Az i. e. 13. század vége felé újabb erődítményeket emeltek, ami külső fenyegetettségre utal. A gabonatárolókat Büyükkaya területén elbarikádozták, a Felsőváros templomai közül számos épületet nem gondoztak, amelyek így összedőltek. Területükön lakónegyedek épültek, azért, hogy menedéket nyújtsanak azoknak, akik eredetileg a város falain kívül laktak.

### Hattuszasz bukása (i. e. 1180 k.)
Ahogy a Hettita Birodalom hanyatlott, fővárosa is elvesztette politikai, gazdasági és vallási vezető szerepét. Lakosai folyamatosan elvándoroltak, és uralkodója, II. Szuppiluliumasz (III. Tudhalijasz fia) is máshova helyezte át székhelyét, ami megpecsételte a város sorsát. Az épületek egy részén a kutatások pusztítás nyomait fedezték fel. A támadókról, akik később a romok közé települtek, nem maradtak információk. Egyesek szerint az biztos, hogy nem hettiták voltak. Más vélemények a tarhuntasszaszi uralkodókkal folytatott belháborúknak tulajdonítják. Egy újabb feltevés szerint Hattuszaszt saját lakói rongálták meg, gyújtották fel, és a teljes lakosság egyszerre hagyta el, új otthont keresve. Ennek közvetlen oka ismeretlen.

### A sötét kor, a frígek és a perzsák kora (i. e. 1180 k. – i. e. 334)
A Hettita Birodalom bukása utáni 300 évről Hattuszasz területén nem sok nyom maradt. A betelepülők életszínvonala alacsonyabb volt, mint a birodalom lakosaié. Valószínűleg északi irányból vándoroltak és telepedtek le a városban. Agyagedényeiket kézzel formázták, fazekaskorong használata nélkül, írásos feljegyzéseket nem hagytak hátra, építményeik sokkal egyszerűbb szerkezetűek voltak, mint a korábbiak. Ez időben a város neve Pteria lett.
Az i. e. 9. században településük elfoglalta Büyükkale egész területét, az i. e. 8. században már kiterjedt az Alsóvárosra is. Az i. e. 7. század közepén Büyükkale területét erőddel erősítették meg, valószínűleg az Eurázsiából Közép-Anatóliába vándorló idegen törzsek támadásai ellen. Az i. e. 680 utáni korszakot fríg korszaknak tekintik a város történetében, mert építészete és anyagi kultúrája hasonló a nyugat-anatóliai fríg területek kultúrájához. Virágzott Kübelé istennő kultusza, és számos agyagedényen találtak bekarcolt fríg feliratot. I. e. 585-ben Közép-Anatólia jelentős része Midasz király uralma alá került. Az i. e. 6. században először a Méd Birodalom birtokolta, majd az Akhaimenida Birodalom részévé vált, de ezek az események nem hoztak jelentős változást a város életében. Annak ellenére, hogy a stratégiai fontosságú erőd továbbra is jelentős volt katonai szempontból. I. e. 546-ban Kroiszosz foglalta el, emiatt vonult II. Kurus perzsa király Lüdia ellen. Az i. e. 5. században fokozatosan elvesztette minden jelentőségét, de folyamatosan lakott maradt.

### Hellenisztikus, római és bizánci kor (i. e. 334 – i. sz. 1071)
Nagy Sándor hadjárata nem befolyásolta a város életét, következő virágzóbb korszakát az i. e. 3. század első felében élte, amikor egy Közép-Európából bevándorló galata törzs elfoglalta a várost és környékét. Büyükkale újból megerősített citadellává vált, az Alsóváros helyét egy kisméretű falu foglalta el. I. e. 25-ben római befolyás alá került, területéről a római korból származó épületmaradványok, sírok és bányászati tevékenységre utaló leletek kerültek elő. A bizánci korról keveset tudunk, annyi biztosnak tűnik, hogy a 10. és 11. században a Felsőváros területén a templomkörzettől északra egy falu helyezkedett el. A régészek kisméretű templomok, egy nagy temető és tanyák maradványait tárták fel. Sarikkale hettita korból származó épületeit megerősítették. A 11. század végén Hattuszasz elnéptelenedett, IV. Rómanosz bizánci császár uralkodása alatt a területet a szeldzsuk származású Alp Arszlán szultán foglalta el.

### A bizánci kortól napjainkig (i.sz. 1071–)
A következő évszázadokban a területen csak elszórt települések voltak, majd az i. sz. 16. században egy türkmén származású törzs telepedett le e környéken. Az i. sz. 17. században megalapították Boğazköy települést, amelynek nevét később Boğazkaléra változtatták. Napjainkban Boğazkale Çorum tartomány adminisztratív központja. Hattuszaszt 1986-ban vették fel a UNESCO világörökséglistájára (No. 377.). 1988-ban a török hatóságok a romvárost Nemzeti Történelmi Parknak nyilvánították. 2001-ben a területen talált és jelenleg az Anatóliai Civilizációk Múzeumában őrzött több mint 30 000 ékírásos agyagtáblát és táblatöredéket felvették A világ emlékezete program (UNESCO) keretében védendő értékek sorába.

## A város felfedezése és a régészeti feltárások

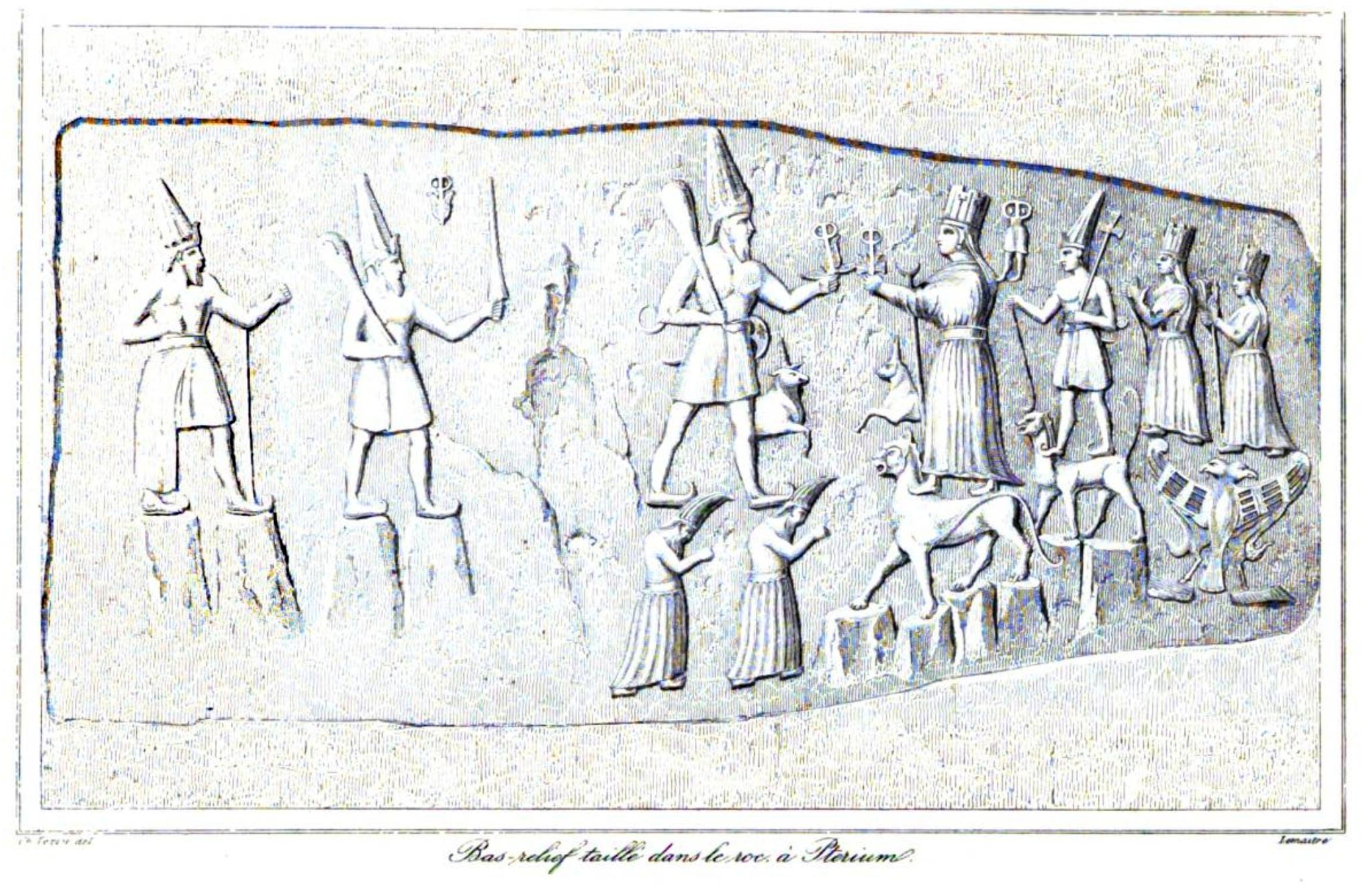
Charles Texier rajza Yazilikaya domborműveiről

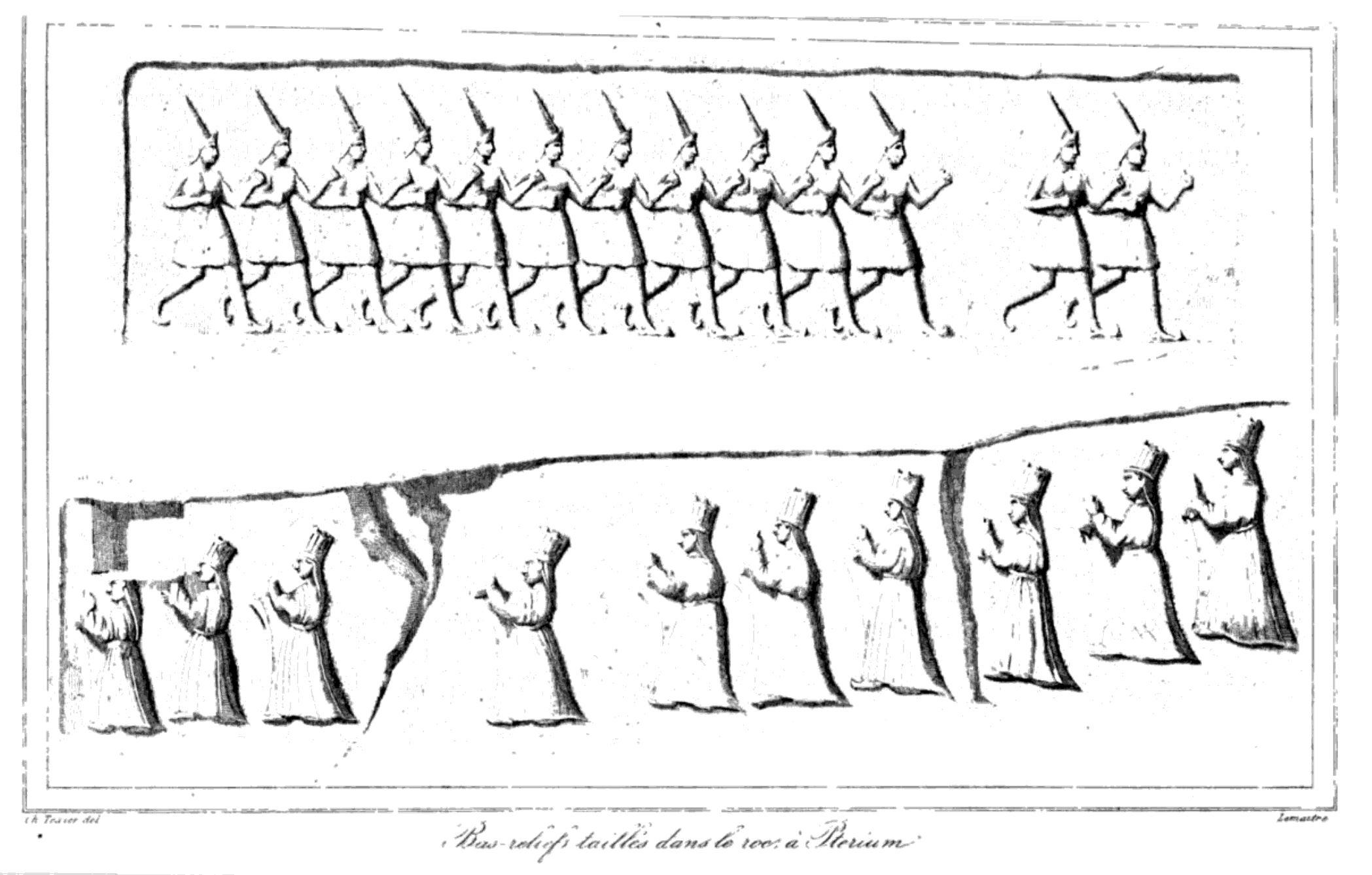
Charles Texier rajza Yazilikaya domborműveiről

- 1809; Johann Ludwig Burckhardt felfedezett egy épületbe épített követ, amelyen ismeretlen hieroglifákat azonosított. Felfedezését a Travels in Syria and the Holy Land (Utazások Szíriában és a Szentföldön) című művében tette közzé 1822-ben, ez az első ismert hettita emlék. A követ 1880-ban Augustus Johnson újra megtalálta.[20]
- 1834 július 28; Charles Texier felfedezte Hattuszasz romjait. Rajzokat készített Yazilikaya domborműveiről, a város néhány épületmaradványáról és felvázolta a város alaprajzát.[21]
- 1836; William J. Hamilton számos rajzot készített a romokról, köztük az 1. templomról. A várost római eredetűnek vélte.[22]
- 1858; Heinrich Barth és Andreas D. Mordtmann rajzokat készített az 1. templom romjairól, és letisztíttatták Yazilikaya kisebb, B jelű helyiségének domborműveit.[22]
- 1861; Georges Perrot, Edmont Guillaume és Jules Delbet részletes és pontos rajzot készített Yazilikaya domborműveiről, és publikálta az első fotókat a sziklaszentélyről, Yenicekaléról és a nişantaşi feliratról.[22]
- 1864; Henry J. von Lennep újabb rajzokat készített a sziklaszentélyről.[22]
- 1882; Karl Human topografikus rajzot készített a városról, és gipszmintát vett számos domborműről.[23]
- 1887; Megjelent Georges Perrot Historie de l'Art dans l'Antiquité (Ókori művészettörténet) című gyűjteményes munkája Anatólia emlékeiről.[23]
- 1893–1894; Ernest Cauntre kutatóárkokat nyitott az 1. templomba és a sziklaszentélybe. Publikálta az első, Hattuszaszban előkerült ékírásos táblákat.[22]
- 1906; Hugo Winckler és Teodor Makridi ásatásokat végzett Büyükkalén és kutatófúrásokat a város számos más pontján. Az előkerült kb. 2500 ékírásos táblatöredék alapján a várost első ízben tudták Hattuszaszként azonosítani. A legelső hattuszaszi leletek közt említendő III. Hattuszilisz és II. Ramszesz államközi szerződésének egy példánya. Bár sem a hettita nyelvet, sem a hettita írást nem ismerték, mégis olvasható volt, mert akkád ékírással, babiloni nyelven készült.
- 1907; A Német Régészeti Intézet és a Német Keleti Társaság ásatásokat folytatott Otto Puchstein, Winckler és Makridi vezetése alatt. Elkészült a romok első részletes dokumentációja rajzokkal és fotókkal illusztrálva. A hattuszaszi ásatások során kezdett körvonalazódni a hettiták története, mivel jelentős mennyiségű feliratos emléket találtak. Winkler 1907-ben az Ideiglenes jelentés című dolgozatában publikálta az első, körülbelül 140 évet felölelő uralkodólistát,[24] amely a hettita újbirodalom korának felel meg I. Szuppiluliumasztól III. Arnuvandaszig (Šuppiluliumaš, Arnuwandaš). Ennek egyik érdeme, hogy először adta meg az uralkodónevek helyes olvasatát az egyiptomi bizonytalan hangzósítás helyett. Így lett az egyiptomi feliratokban említett Szapalulu Šuppiluliumaš, vagy Mauraszar helyesen Muršiliš.[25]
- 1915; Az ékírásos táblák segítségével Bedřich Hrozný megfejtette a hettita nyelvet.[26]
- 1931–1939 között és 1952-től napjainkig; Folytatódtak a Német Régészeti Intézet és a Német Keleti Társaság ásatásai. Vezetői többek között Kurt Bittel (1977), Peter Neve (1978–1993), Jürgen Seeher (1994–2005). A feltárások során a királyi citadella szinte egész területét megtisztították, és nagyszabású ásatásokat folytattak az Alsóvárosban, az 1. templom területén, ezenkívül a Felsővárosban is.[26]
- 2001-től; A feltárások a Felsőváros nyugati területére koncentrálódnak. Ezenkívül kisebb léptékű feltárásokat végeznek a város környékén és a sziklaszentélyben.[26]

## A helyreállított falszakasz

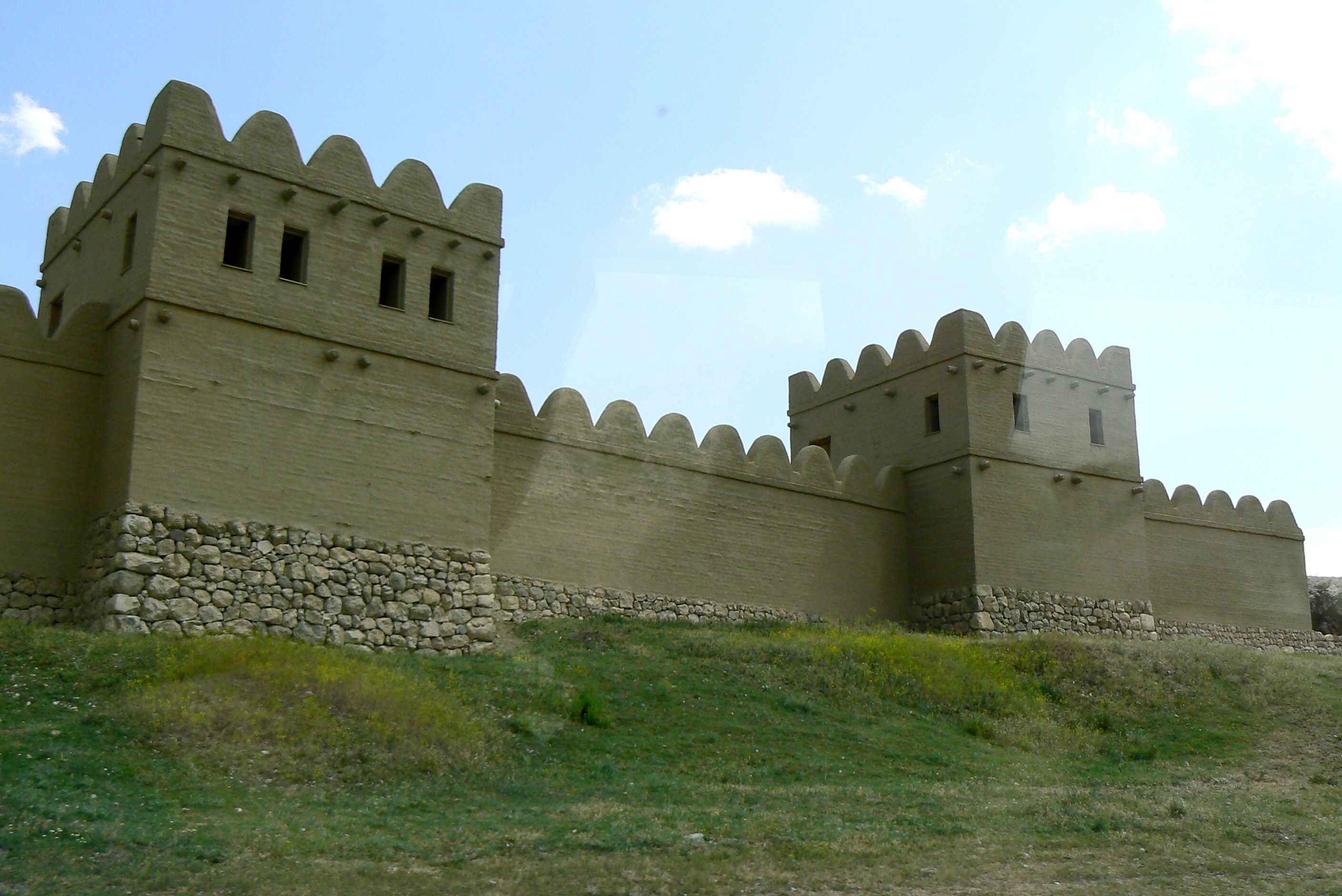
A helyreállított falszakasz kívülről nézve

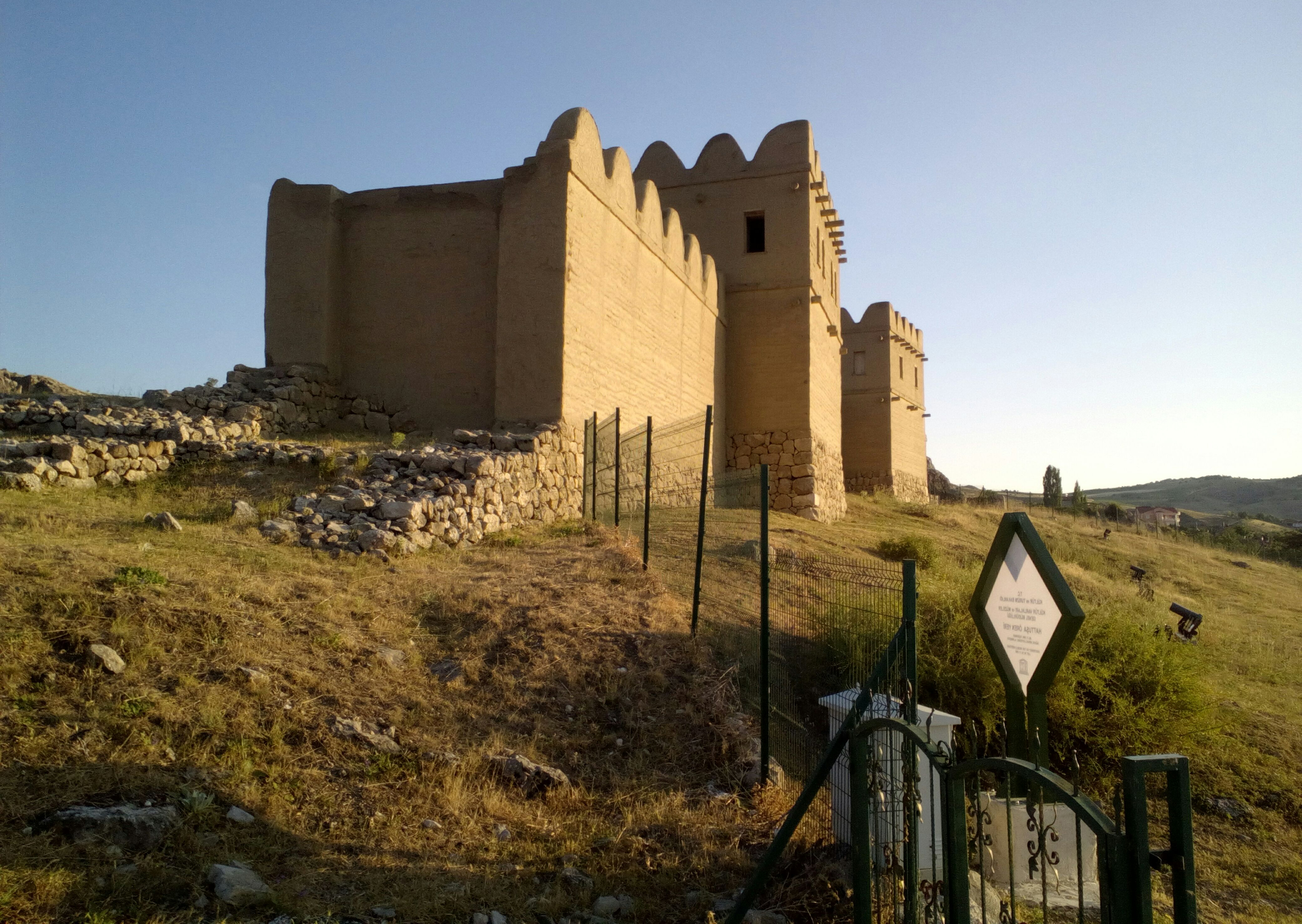
Az újjáépített fal a városkapu felől

Az Alsóváros bejáratánál 2003 és 2005 között a városfal egy részét helyreállították. A helyreállított szakasz 65 méter hosszú, három 7–8 méter magas falrészből és két 12–13 méter magas őrtoronyból áll. Az eddig összegyűjtött adatok alapján valószínűsíthető, hogy az eredeti fal az i. e. 14. és 13. század körül épült. A többi hettita építményhez hasonlóan a városfal is kőalapra rakott vályogtéglákból készült. A város falaiból csak a kőalap maradt meg, feltártak viszont a városfalakat ábrázoló agyagmodelleket, amelyek alapján az építményt rekonstruálni tudták. Ezek az agyagmodellek részletesek, felismerhetőek rajtuk a tornyok ablakai, a födémhez használt farönkök és a falak tetején lévő háromszögletű tagolás. A fal átlagosan 7 méter széles volt, és úgy nevezett doboztechnikával készült. Ez azt jelenti, hogy egymással párhuzamosan két 1,5–2 méter szélességű falat emeltek, amelyeket szabályos közönként rájuk merőleges falszakaszokkal kötöttek össze. Az így keletkezett négyszög alakú tereket földdel és kőtörmelékkel töltötték fel. Az agyagtégla falat kézzel felhordott, többrétegű vakolattal borították. A falat 20–25 méterenként tornyok tagolták, amelyek 3–4 méterrel kiemelkedtek a fal síkjából. Kívülről a tornyok tetejét lejtősre alakították ki, amely az esővizet rönkfából kialakított csatornákba vezette. A tető folyamatos karbantartást igényelt, nagyobb esők után újra kellett „szigetelni”, a havat azonnal le kellett takarítani róla. Biztonsági okokból csak minden hatodik vagy hetedik toronynak volt bejárata, ahonnan a fal tetejét a városból el lehetett érni, a többi torony belseje tömör fal volt. A tetőt egy létrán keresztül lehetett megközelíteni. A tornyok szerkezetét rönkfákkal tették stabilabbá, a födémet szorosan egymás mellé rakott fagerendákból alakították ki, amelyet vastag agyagos földréteggel borítottak. Ezt 10–12 centiméter vastag vakolatszerű réteggel takarták be, amit a lapos tetejű épületeknél is használtak. Az építkezéshez agyagtéglát agyagos föld, szalma és víz felhasználásával készítettek. A téglaformát négyszögletes fakeretek segítségével alakították ki. Utána a téglákat 10–12 napig a napon szárították, méretük átlagosan 45×45×10 centiméter, átlagos súlyuk 34 kilogramm volt. A helyreállított falszakaszhoz kb. 64 000 darab átlagos méretű agyagtéglát használtak fel. A rekonstrukciónak két célja volt. Az egyik, hogy képet kapjunk az eredeti városfalról, a másik az, hogy megfigyeljék, az agyagtégla építmények mennyire képesek ellenállni az anatóliai éghajlatnak.

## Az Alsóváros

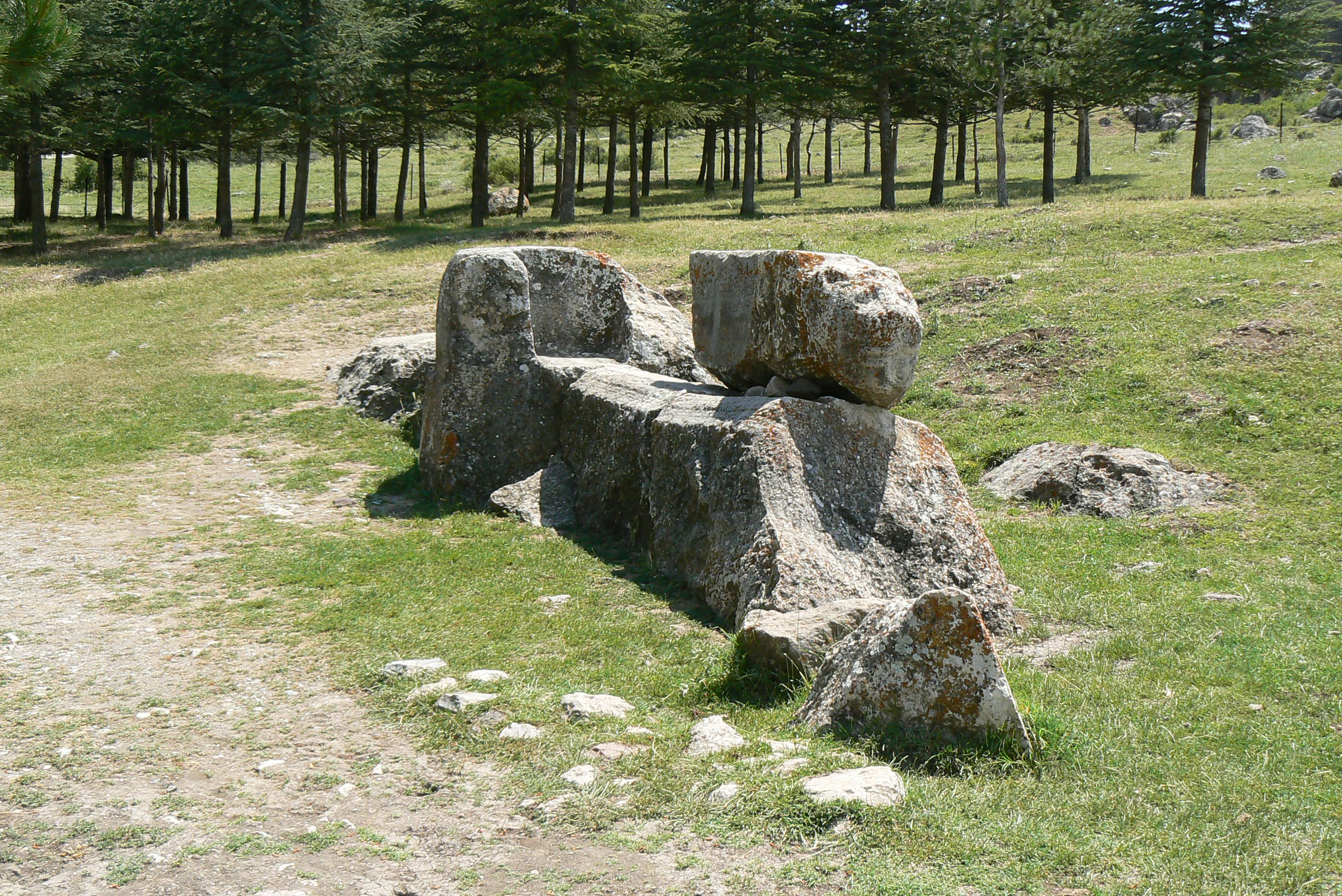
Az Oroszlános kút maradványa a Nagy templom bejáratánál

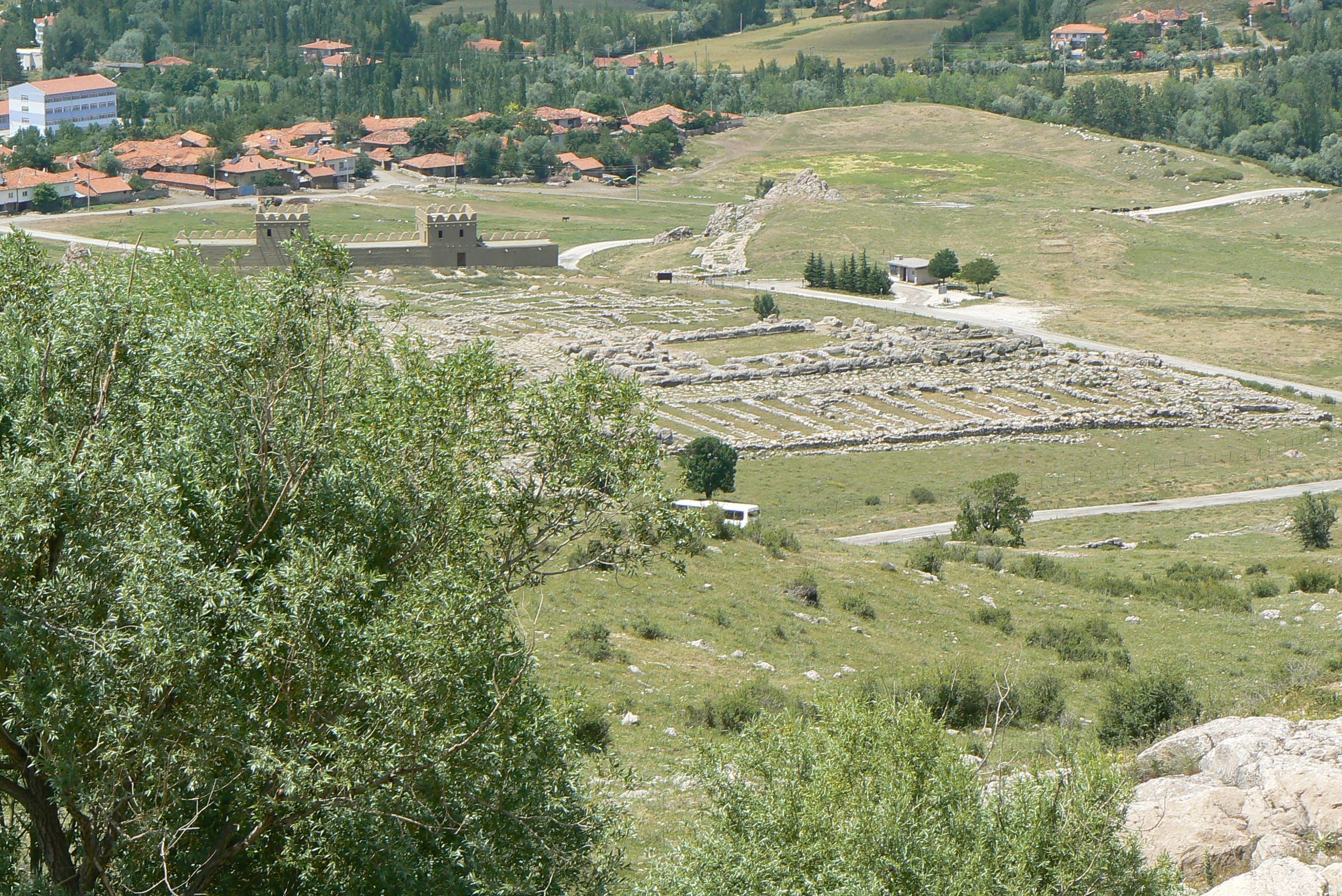
Alsóváros, a Nagy templom és a helyreállított falszakasz

A legkorábbi településnyomok az Alsóváros területén a korai bronzkor végéről származnak ( i. e. 3. évezred vége, i. e. 2 évezred eleje). Később asszír kereskedők létesítettek kolóniát a területen az i. e. 19. században. A napjainkban látható maradványok az i. e. 14 és az i. e. 13. századból valók. Az Alsóváros egy mesterségesen elegyengetett területen épült fel. Legfontosabb épülete az úgy nevezett 1. vagy Nagy templom volt. A templomtól északra lakóházak maradványai kerültek elő. A város 400 éves történelme alatt a lakóházak szerkezete többször változott, de végig jellemző volt rájuk, hogy sok helyiségből álltak. A régebbi házak általában egy belső nyitott udvar köré épültek, később az udvar helyett egy fedett csarnokot alakítottak ki. Ezekben a házakban papok, szolgálók, kereskedők és kézművesek laktak, a lakosság földműveléssel foglalkozó része a városon kívül lakott elszórt falvakban és tanyákon. A házak falát napon szárított vályogtéglákból építették, amelyeket a nagyobb szilárdság miatt egy rönkökből kialakított keretbe raktak. A tető lapos volt, fagerendákból állt, amit agyagos földdel borítottak be. A házakba kemencéket építettek, nyílt tűzhelyeket alakítottak ki, sőt egyes házakban még agyagból készített fürdőkádak is voltak. A házak nagy részétől az esővizet csatornákkal vezették el, amelyek az utak alatt kialakított csatornarendszerbe csatlakoztak.

### Az 1. vagy Nagy templom
Az 1. vagy Nagy templom volt a város legnagyobb épülete. Alapterülete 65×42 méter, a körülötte levő raktárhelyiségekkel együtt 14 500 m²-t foglalt el. Dedikációs feliratot eddig nem találtak, ezért építésének ideje bizonytalan, megközelítőleg az i. e. 1400 és i. e. 1180 közé tehető. A komplexum egy korábbi épület romjaira épült. Bejáratánál található az Oroszlános kút, egy 5,5 méter hosszú, egy darab mészkőtömbből kifaragott medence. Nevét a négy oldalára faragott oroszlánábrázolásokról kapta. A templom bejáratánál három küszöb volt, kétoldalt kisméretű helyiségeket alakítottak ki az őrség számára. A bejárat után következett a kikövezett Templom út, amely a raktárépületekhez vezetett.
Az egyik raktárban található az úgy nevezett Zöld kő, amelyet valószínűleg kultikus célokra használtak. A templom falai a többi épülethez hasonlóan kőlapra rakott vályogtéglákból készültek, amelyet vakolattal borítottak és festéssel díszítettek. Lépcsőknek nincs nyoma, így a templom épülete egyszintes lehetett, bár belmagassága valószínűleg nagyobb volt, mint a lakóházaké. A belső udvar 27×20 méteres, mögötte nyílt a templom szentélye. A udvart magas falak szegélyezték, és lapos, nagyméretű kövekkel borították, amelyekből néhány az udvar keleti sarkában ma is látható. Az ékírásos szövegekből kiderül, hogy az ünnepségek nagy részét az udvaron tartották. Az udvar hátulján egy szabadon álló oltár talapzata látható, vele szemben egy nyitott oszlopcsarnok maradványai.
Az oszlopcsarnokon és több előszobán keresztülhaladva juthattak be a kiválasztottak (a király, a királyné és a főpapok) a templom szentélyébe. Egymás mellett két kultuszhelyiség található, így valószínűsíthető, hogy a templomot a két főistennek, a viharistennek, Tesubnak és a napistennőnek, Hebatnak szentelték. A kultuszkamrák mérete 8×10 méter, nagyméretű ablakokon keresztül kaptak fényt, a hátsó falnál álló emelvényeken az istenség szobra állt. A templom többi helyiségét is valószínűleg rituális célokra használták, vagy a kultusztárgyakat tartották bennük. Ezeket a helyiségeket a kutatók üresen találták, ugyanúgy, mint a templom 82 raktárhelyiségét. Csak az átlagosan 2000 liter űrtartalmú tárolóedényekből maradt fenn néhány.
A templom feltárása alkalmával nagyon sok rituális és mitologikus szöveget tartalmazó táblatöredék került elő. Ezek közt volt az Appu és két fia című mese húsz darabja is (CTH#360).

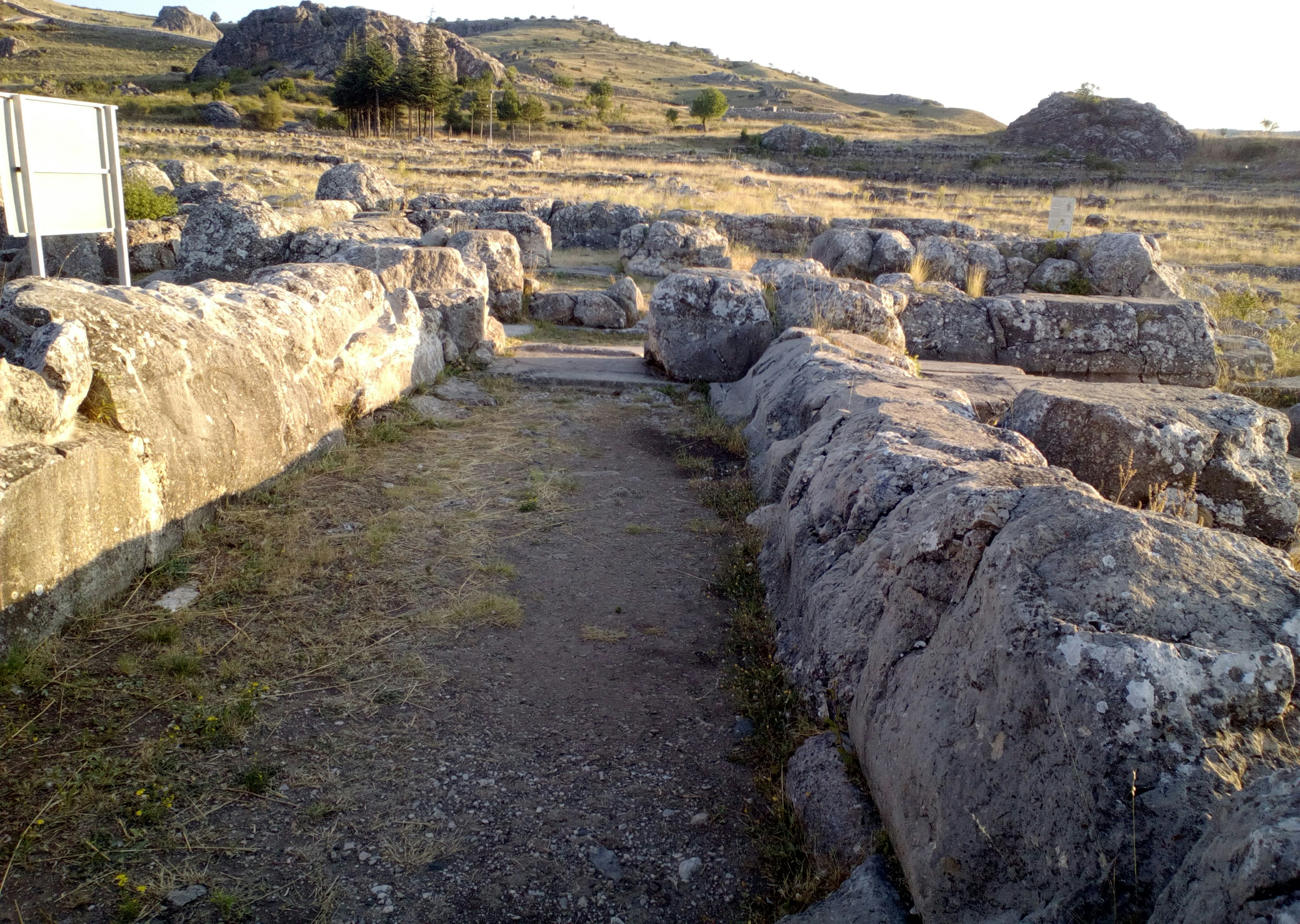
Észak-déli folyosó a nagy templomban
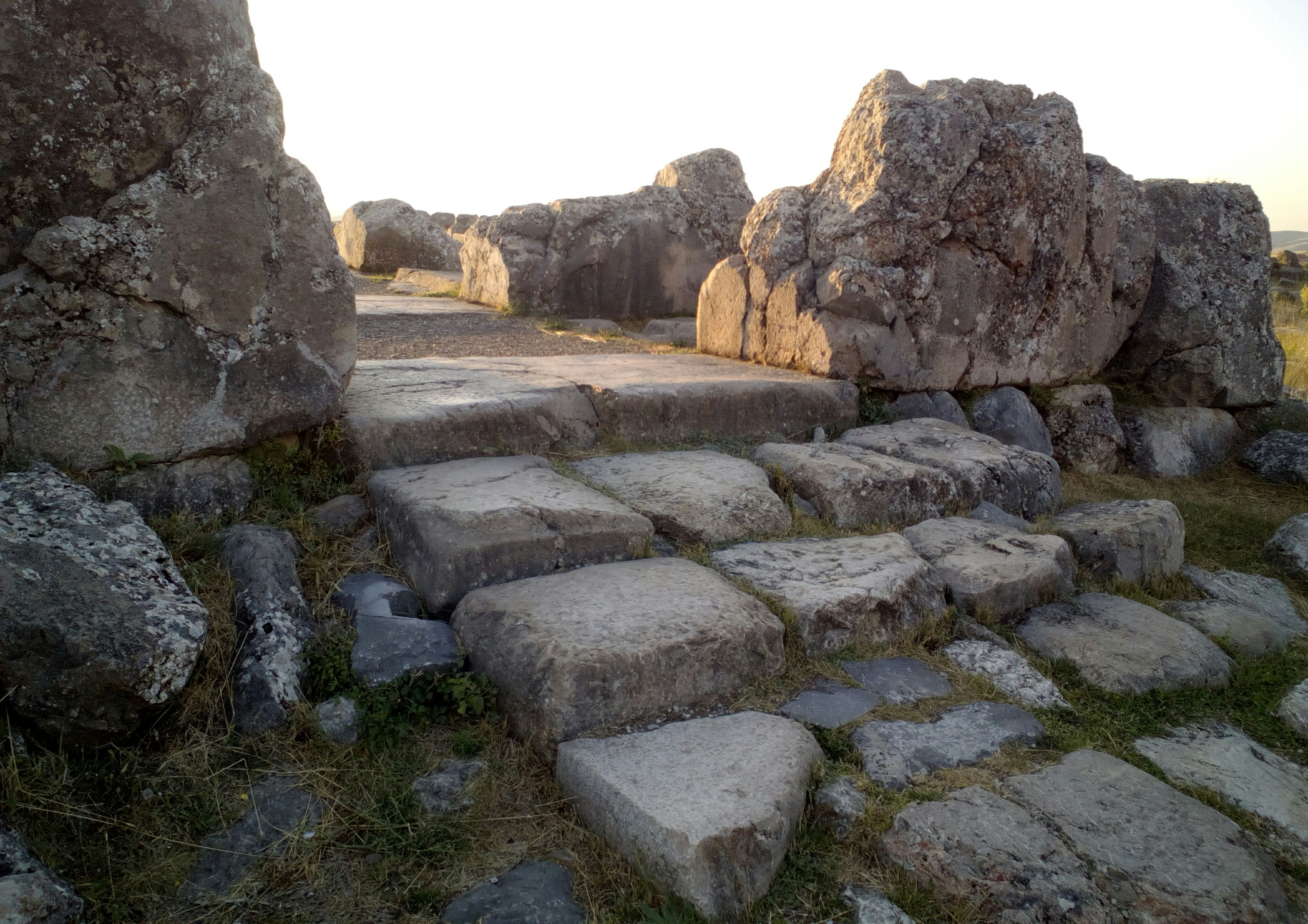
Az alsóváros délkeleti kapuja
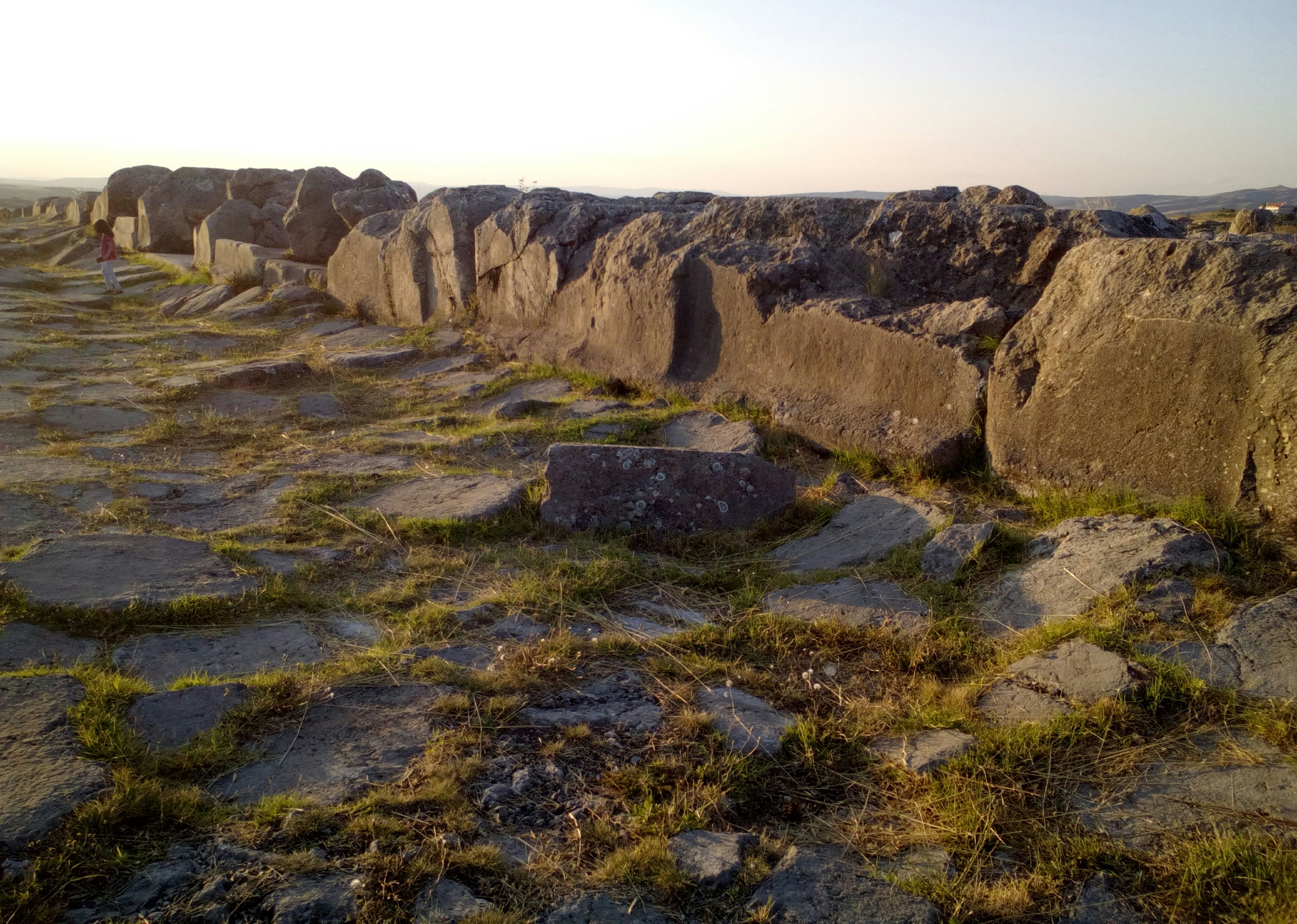
A nagy templom délről a mellette lévő úttal
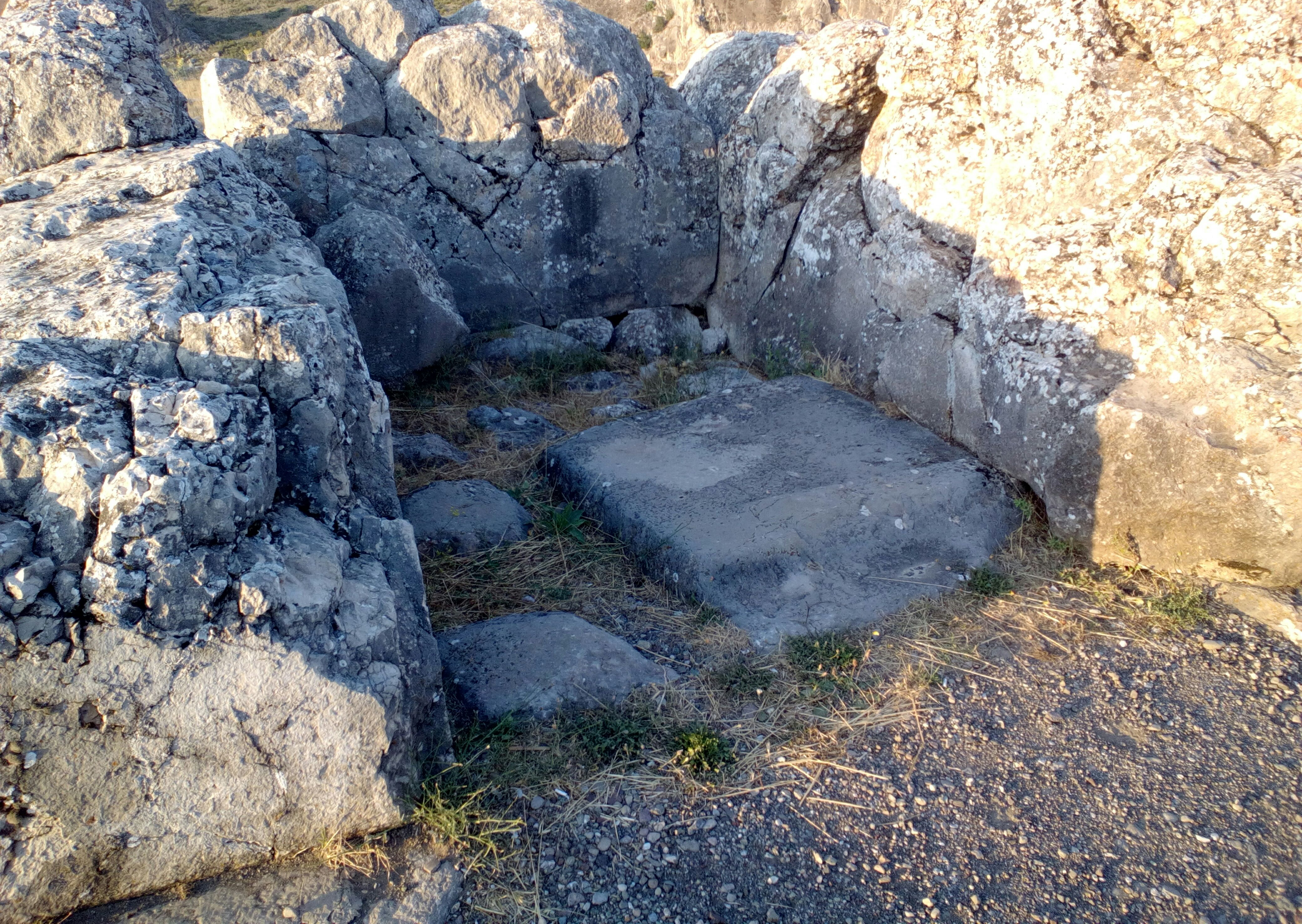
Szoborfülke a délkeleti kapun belül
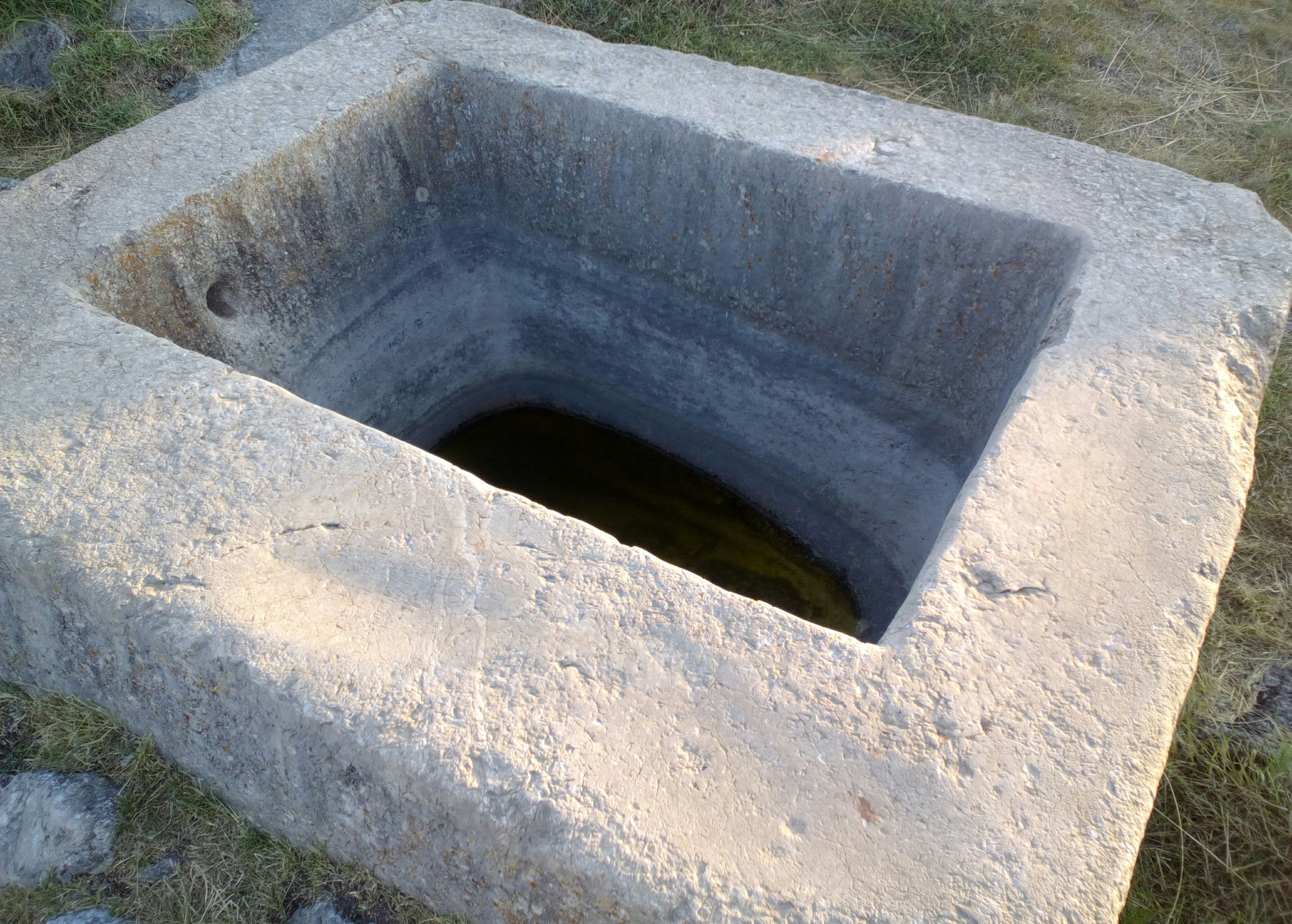
Vízmedence a délkeleti kapu és a nagy templom között
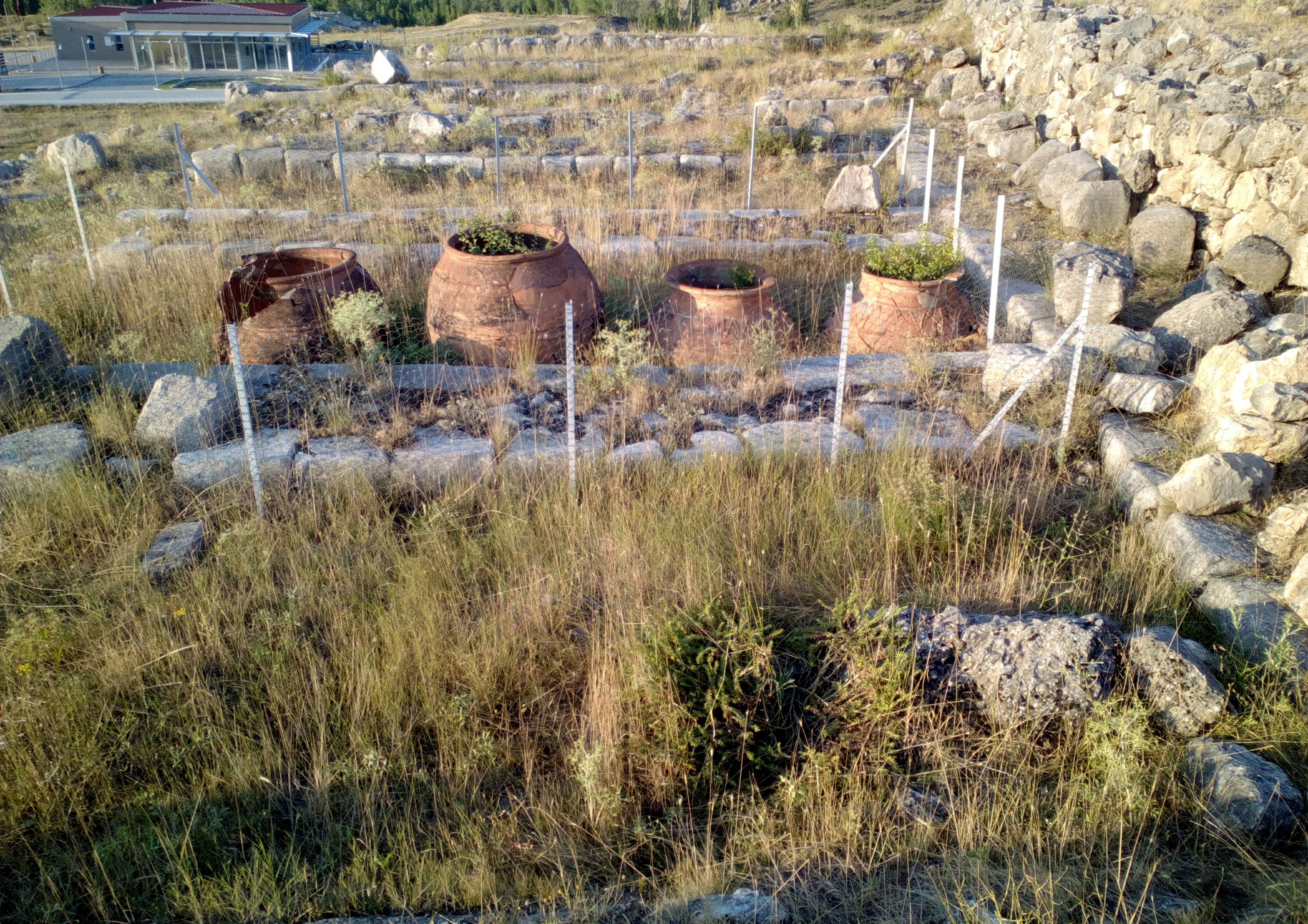
A nagy méretű tárolóedények

## Épületek a hegyoldalon és az alagutas fal
A meredek lejtő amely a Nagy templom és Büyükkale között emelkedik az i. e. 16. században egy megerősített terület volt. A lejtőn számos teraszos épületet emeltek. Közülük kiemelkedik egy nagyméretű 32×36 méter alapterületű kétszintes épület. Felső szintjén egy 13×17 méteres nagy termet alakítottak ki. Az épület adminisztratív célokra készült, az ásatások során romjai közül nagyszámú agyagtábla került elő. Az i. e. 13. század vége felé tűz pusztította el, és nem építették újjá. A Nagy templomtól déli irányban található Hattuszasz legrégebbi erődítménye. Az i. e. 16 századtól ez az erőd védte az Alsóvárost déli és délnyugati irányból. Az egyik agyagtáblán talált feljegyzés szerint a Hettita Óbirodalom egyik uralkodója, Hantilisz emeltette. A fal egészen Büyükkale citadellájáig ért. Mint az összes többi hettita korabeli városfal, ez is doboztechnikával készült, vályogtéglákból, kőalapra. A fal szélessége kb. 8 méter volt, 12–20 méterenként őrtornyok tagolták. A falba egymástól 70–180 méter távolságra nyolc álboltozatos alagút vezet, melyeknek funkciója egyelőre nem teljesen tisztázott. Az egyik elmélet szerint azt a célt szolgálták, hogy ostrom esetén a város védői ezeken az alagutakon keresztül az ostromlók háta mögé kerültek és hátba támadták őket. Az elméletnek ellentmond viszont, hogy ebben az esetben az alagutakat jobban el kellett volna rejteni. Az alagutak jelenleg törmelékkel vannak tele és nem látogathatók.

## A gabonatároló és a nyugati kapuk
A Hettita Óbirodalom korában egy nagyméretű gabonatárolót építettek félúton Büyükkale és a Nagy templom között. Jelenleg 7 méteres földréteg fedi, így nem megközelíthető. A gabonatároló eredetileg kb. 118 méter hosszú és 30–40 méter széles volt. Két sorban 16–16 tárolóhelyiségből állt. Átlagosan 1,5 méter vastag falai agyagtéglákból készültek, a külső falakat vastag vakolatréteggel borították, hogy távol tartsák a nedvességet. A tárolóhelyiségeket először vastagon szalmával bélelték ki, feltöltötték gabonával, majd ennek a tetejére újabb réteg szalma került. Végül vastagon agyagos földdel borították. Ezzel a módszerrel a gabonát évekig is eltárolhatták. Az i. e. 16 század folyamán egy tűzvész elpusztított 12 tárolóhelyiséget. A tűz a kevés oxigén miatt lassan terjedt, a tárolókban a gabona egy része nem szenesedett el teljesen, egyes részeken 1 méter vastagon máig megmaradt, ami egyedülálló leletnek számít a közel-keleti régészet történetében. A tárolóban főleg árpát és búzát tároltak, kapacitását 7–9000 m³-re becsülik, ami egy évig 20–30 000 ember szükségleteit fedezhette. Ez a hatalmas mennyiségű gabona nemcsak Hattuszasz lakosait látta el, hanem része volt a Hettita Birodalom államkincstárának is. A gabonatárolótól nyugati irányban helyezkedett el az alsó és felső Nyugati kapu. Mindkét kaput a Felsőváros nyugati falába építették. Kialakításuk boltíves volt, két oldalukon őrtornyokkal. A kapuszárnyak vastag fából készültek és befelé nyíltak. Ezeket a nyugati kapukat nem látták el szobordíszítéssel, mint az Oroszlános kaput, vagy a Király kapuját.

## A Felsőváros

### Sarikkale

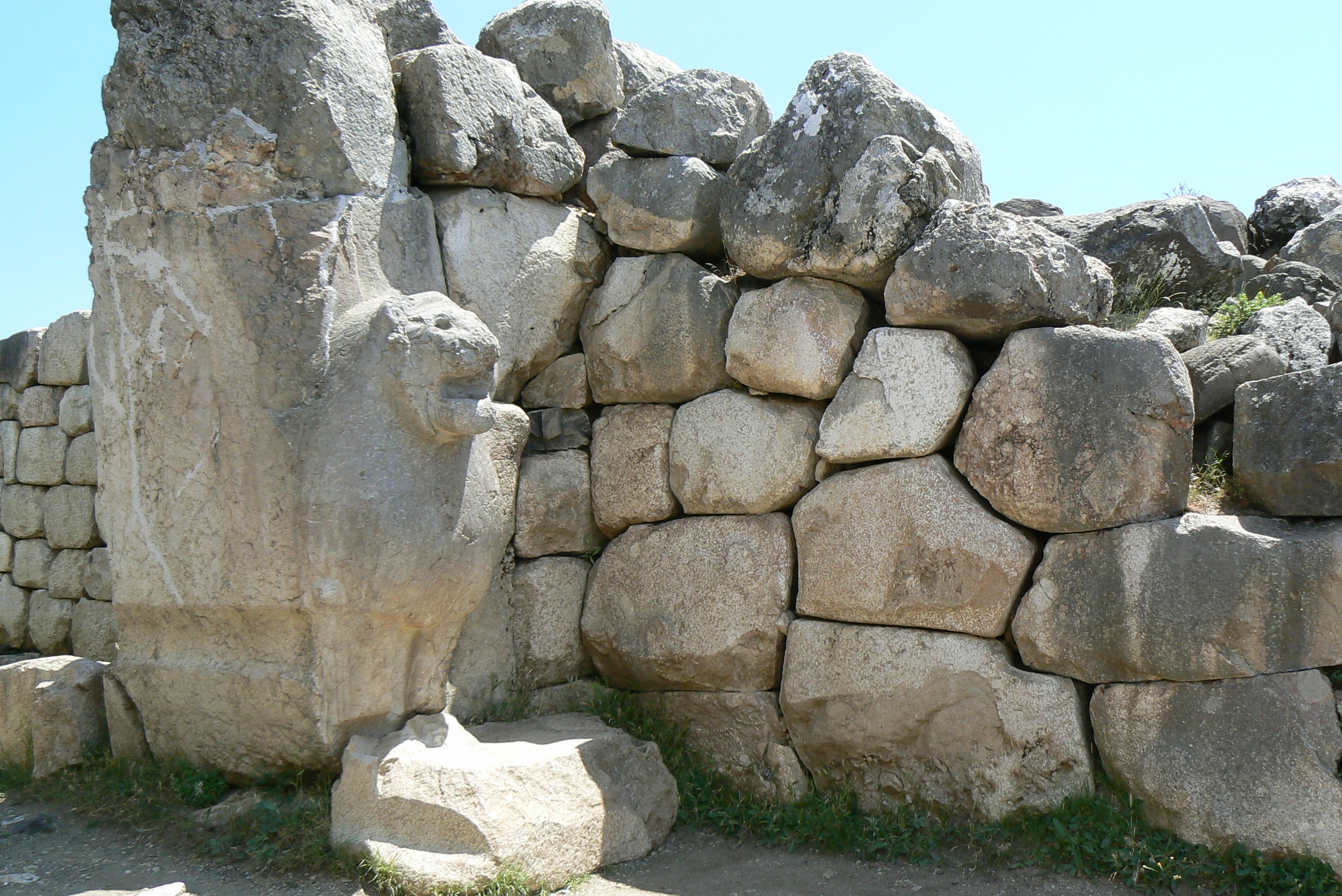
Az Oroszlános kapu, részlet

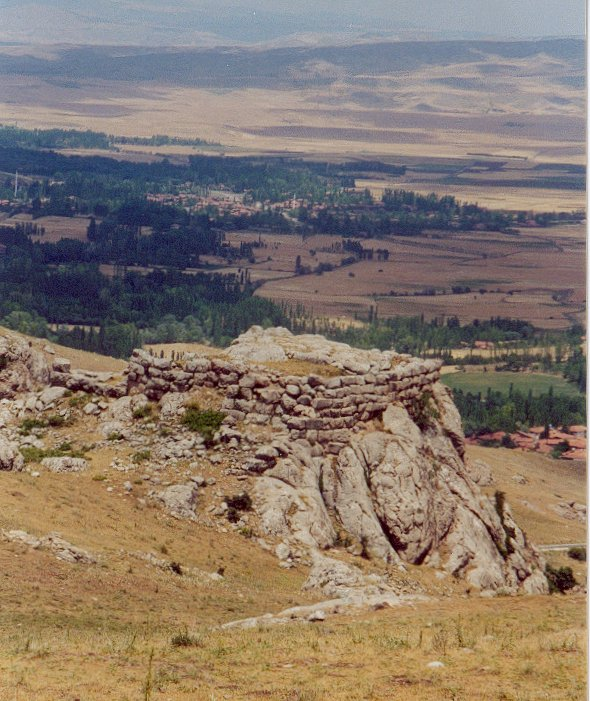
Yenicekale védőfalának maradványai

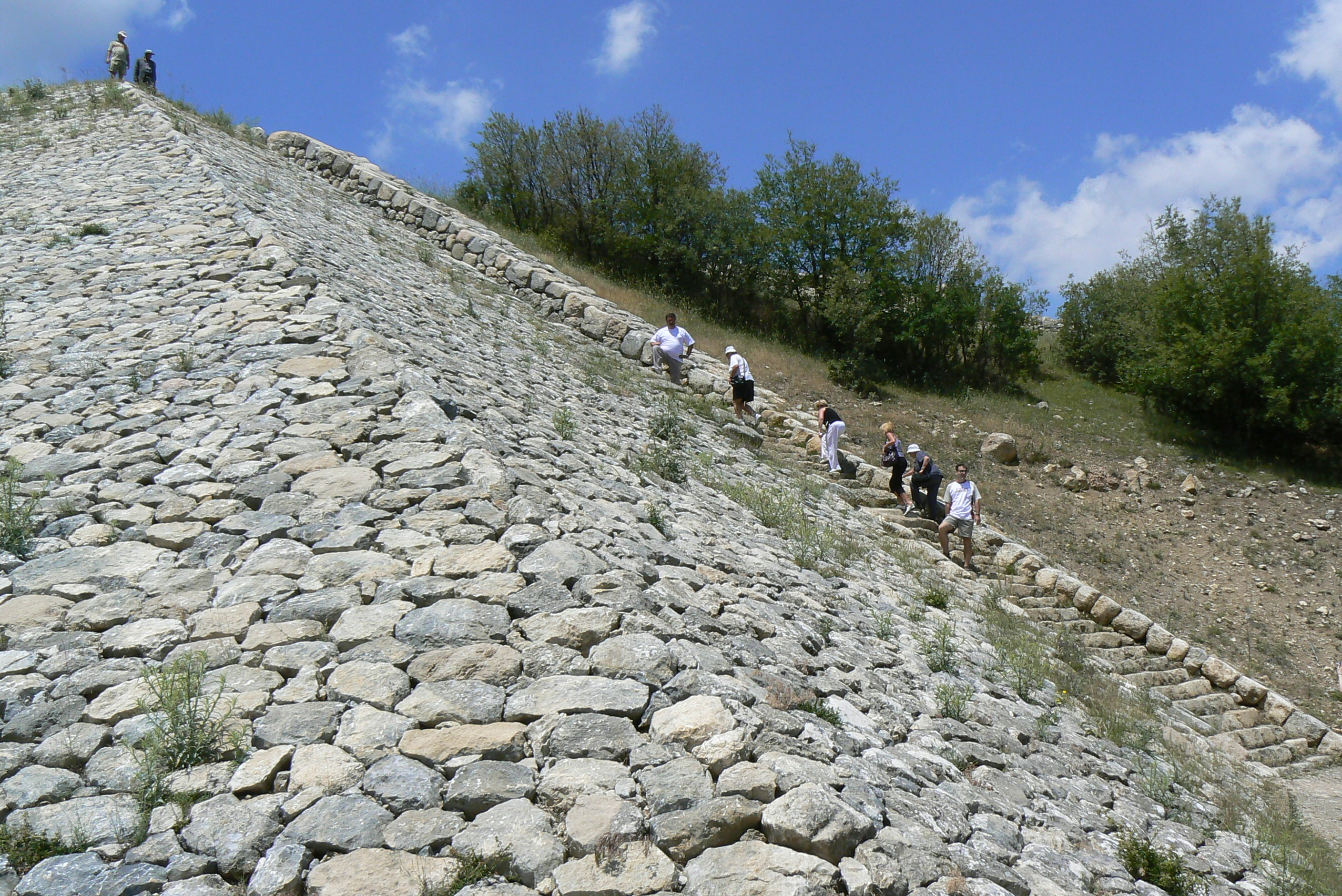
A mészkőtömbökkel borított földsánc Yerkapinál

Sarikkale sziklás területe a város közepén 60 méter magasan emelkedik ki környezetéből. Tetején a kiterjedt hettita korabeli épületkomplexum fal- és ciszternamaradványai láthatók. A sziklát csak hátulról, délkeleti irányból lehetett megközelíteni, ahol egy kapu és egy bástyákkal megerősített fal romjai maradtak fenn. Egy ilyen központi helyen található épületegyüttesnek minden bizonnyal kitüntetett szerepe volt a város életében. Ezt támasztja alá, hogy a halotti kultuszokkal kapcsolatos agyagtáblák sokszor említést tesznek a bizonyos „házakról a sziklatetőn”. Az épület legnagyobb része már az ókorban elpusztult, később a bizánci korban újjáépítették és megerősítették. Ebben a korban valószínűleg a bizánci település elöljárójának palotája lehetett.

### Az Oroszlános kapu
A Felsővárost védő fal délnyugati oldalába építették az Oroszlános kaput, ami a délkeleti oldalon épült Király kapujával együtt a város fő bejárata volt. A többi fontosabb bejárathoz hasonlóan két oldalát őrtornyok védték. A tornyok alapterülete 10×15 méter volt, a csarnokszerű kettős kaput hatalmas kőtömbökből alakították ki. Kapuszárnyait vastag fából készítették, külső oldalukat bronzborítással látták el. A kapu nevét arról a két oroszlánszoborról kapta, amelyeket a bejárat két szélén lévő hatalmas sziklatömbökből faragtak ki. Az oroszlánfigurák az egész Közel-Keleten kedvelt díszítőelemei voltak a városkapuknak, védelmező erőt tulajdonítottak nekik. A bal oldali oroszlán fejét, már az ókorban letörték. A megmaradt oroszlán a fogát vicsorítja, szeme – melyet eredetileg fekete festéssel díszítettek –, tágra nyílt és fenyegető, sörénye és mellső lábai részletesen kidolgozottak. A kapu melletti bal oldali torony jelenlegi magassága 4,6 méter. Szerkezetéből képet alkothatunk a hettita építőmesterek mesterségbeli tudásáról. Nagyméretű kőtömbökből építették és olyan szilárdan áll, hogy a földrengések is csak kis mértékben tudták a köveket a helyükről kimozdítani. A kőtömbök elülső oldala szabálytalan, az építkezés során először az alsó és hátsó oldalakat dolgozták ki. Amikor a kőtömb már szilárdan a helyén állt, akkor alakították ki az első oldalukat. Az Oroszlános kaput nem szemből, hanem déli irányból lehetett megközelíteni egy meredek rámpán keresztül. Ostrom esetén a támadóknak így keresztül kellett haladni egy szűk folyosón, ahol támadás érte őket, mielőtt a városkapuhoz értek.

### A 30. templom, Yenicekale és a déli vízgyűjtők
Az Oroszlános kapuval szemben lévő út a város legmagasabb pontjához vezet. Az úttól balra helyezkedik el a 30. templom helyreállított alapzata. A 30×40 méter alapterületű épület alaprajza hasonló a többi temploméhoz, sokhelyiségű volt, nagy belső udvarral. Az épületnek csak az alapja maradt meg, pusztulása után építőelemeit lakóházak alapozására használták fel. Az Oroszlános kaputól kb. 150 méterre északkeleti irányban találhatók Yenicekale épületkomplexumának maradványai egy kiemelkedő szikla tetején. A sziklát elegyengették, a 28×25 méteres területet körbehatároló védőfal egy része ma is áll. A falhoz használt mészkőtömbök súlya elérhette a 3 tonnát. A területről egy kisméretű ciszterna és egy fal maradványai kerültek elő, ami kevés támpontot nyújt az épületkomplexum funkciójáról. Valószínűleg az agyagtáblákon említett „házak a sziklatetőn” közé tartozott. Az Oroszlános kaputól Yerkapi felé vezető út mellett a város egyik legmagasabb pontján öt vízgyűjtő medence maradványai kerültek elő. A keskeny, átlagosan 8 méter mély tárolókat az i. e. 15. század elején építették. A sziklás terület, ahol kialakították, vízzáró rétegként funkcionált, így nem volt szükség további szigetelésre. A vizet a Yerkapi melletti forrásokból biztosították, a tárolók keskeny formája miatt nem kellett jelentősebb párolgási veszteséggel számolniuk. Gyakorlati célból építettek öt víztárolót azért, hogy szennyezés esetén a város vízkészletének csak egy része károsodjon. A vizet egy égetett agyagcsövekből kialakított hálózaton keresztül az egész város területére el tudták juttatni.

### A földsánc Yerkapinál
A várost védő falak legdélebbi és egyben legmagasabb pontja a Yerkapinál elhelyezkedő földsánc, tetején a Szfinxek Kapujával. Yerkapi („Földbe nyíló kapu”) nevét arról az alagútról kapta, amely a sáncon keresztül a városba vezet. A városfal alatt átvezető álboltozatos alagutat még a földsánc építése előtt alakították ki nagyméretű kőtömbökből. Építése során a tömböket minden sorban egyre közelebb rakták egymáshoz, így készítették el a mennyezetet, amelyet legvégül zárókövekkel zártak le. Az alagút szerkezete rendkívül stabil, az oldalába épített kőtömbök mélyen benyúlnak a földsáncba. Az alagút magassága 3 és 3,3 méter között váltakozik, hosszúsága 71 méter, a városon kívüli része jelentősen lejt. Kijáratait mindkét oldalon kétszárnyas faajtóval zárták le. A városfalon belüli oldalon a kijáratot egyszerűen a domboldalban alakították ki, a külső kijáratot viszont egy masszív mészkőtömbökből épített kerettel erősítették meg. Az átjárót valószínűleg nem védelmi célokból alakították ki, távolsága a városfal tetejétől nem tette lehetővé, hogy úgy kerüljenek az ostromlók hátába, hogy közben társaik a várfalon védelmet nyújtsanak nekik. A földsánc alapja 250 méter hosszú, 80 méter széles és kb. 30 méter magas. Külsejét eredetileg teljesen beborították a mészkőlapok. Napjainkban a sánc felső részén a borítás hiányzik, a mészkőtömböket egy másik fal alapozásához használták fel. A földsáncon átlagosan 21 méterenként vízelvezető csatornákat alakítottak ki. Mindkét rövidebb oldalán könnyen megmászható lépcső vezet fel a városfalig, dőlésszöge átlagosan 35 fok. Ez is bizonyítja, hogy a sáncot nem védelmi, hanem reprezentációs célokra készítették. A tájból kiemelkedő fehér rámpa nagy hatást tehetett a város felé közeledőkre. A rámpa tetején található a déli városfal alapja. A többi falhoz hasonlóan kőalapra rakott vályogtéglákból készült. A kőalap magassága 1–2 méter lehetett, a fal vályogtégla részét 5–7 méterre becsülik. Eredetileg a földsánc tetejére csak egy falat építettek, amelyet később egy másik, külső fallal erősítettek meg. A munkálatok során a főfal két tornyát lebontották, és ekkor használták fel az eredetileg a sánc tetejét borító kőtömböket. A külső falat az i. e. 13. század végén emelhették, amikor a város befolyása már csökkent. A belső falba épített Szfinxek Kapuja így elvesztette jelentőségét, de úgy tűnik, a várost olyan külső támadások fenyegették, hogy a védelem sokkal fontosabb volt.

### A Szfinxek kapuja

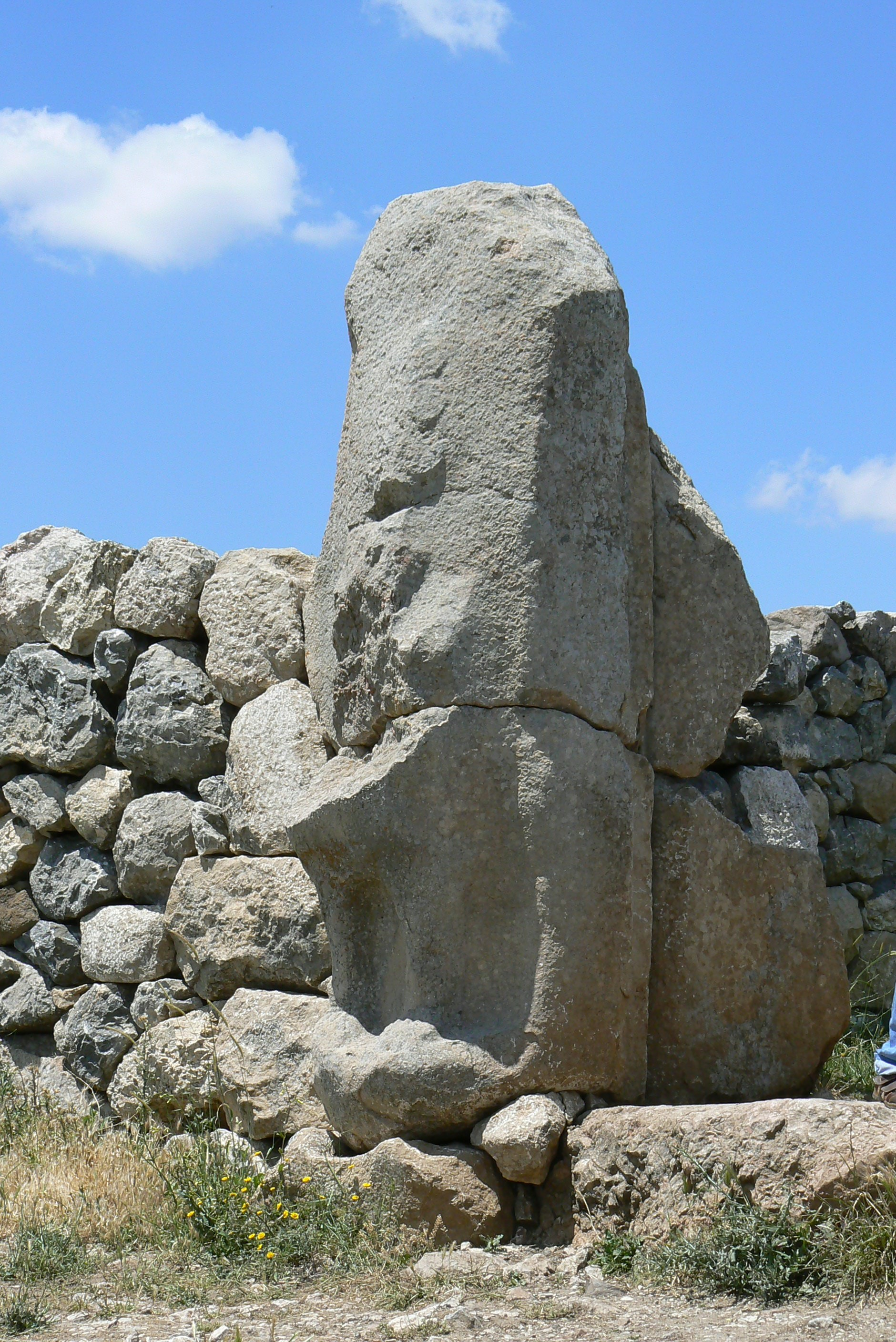
A Szfinxek kapuja, részlet

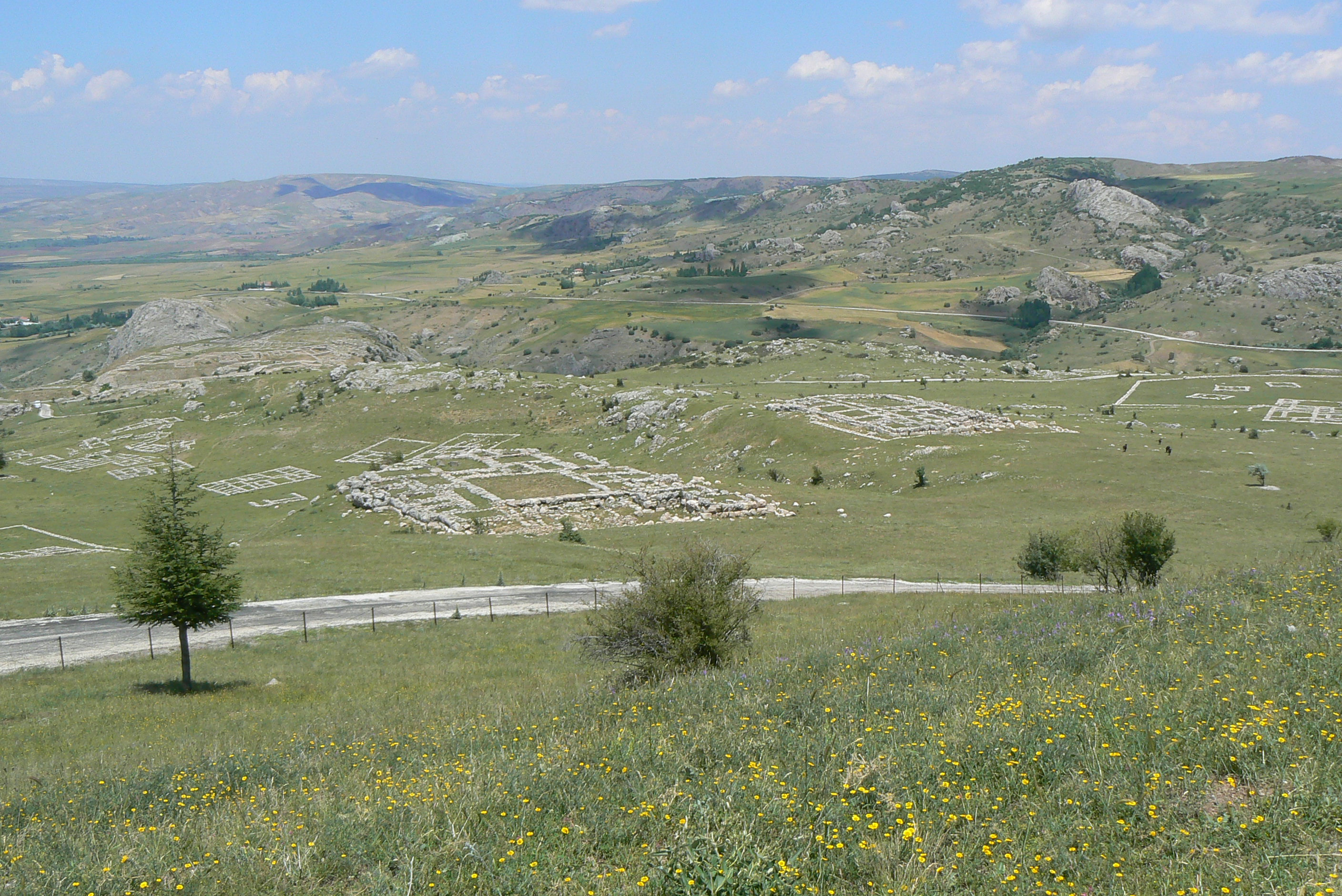
Felsőváros, a templomkörzet

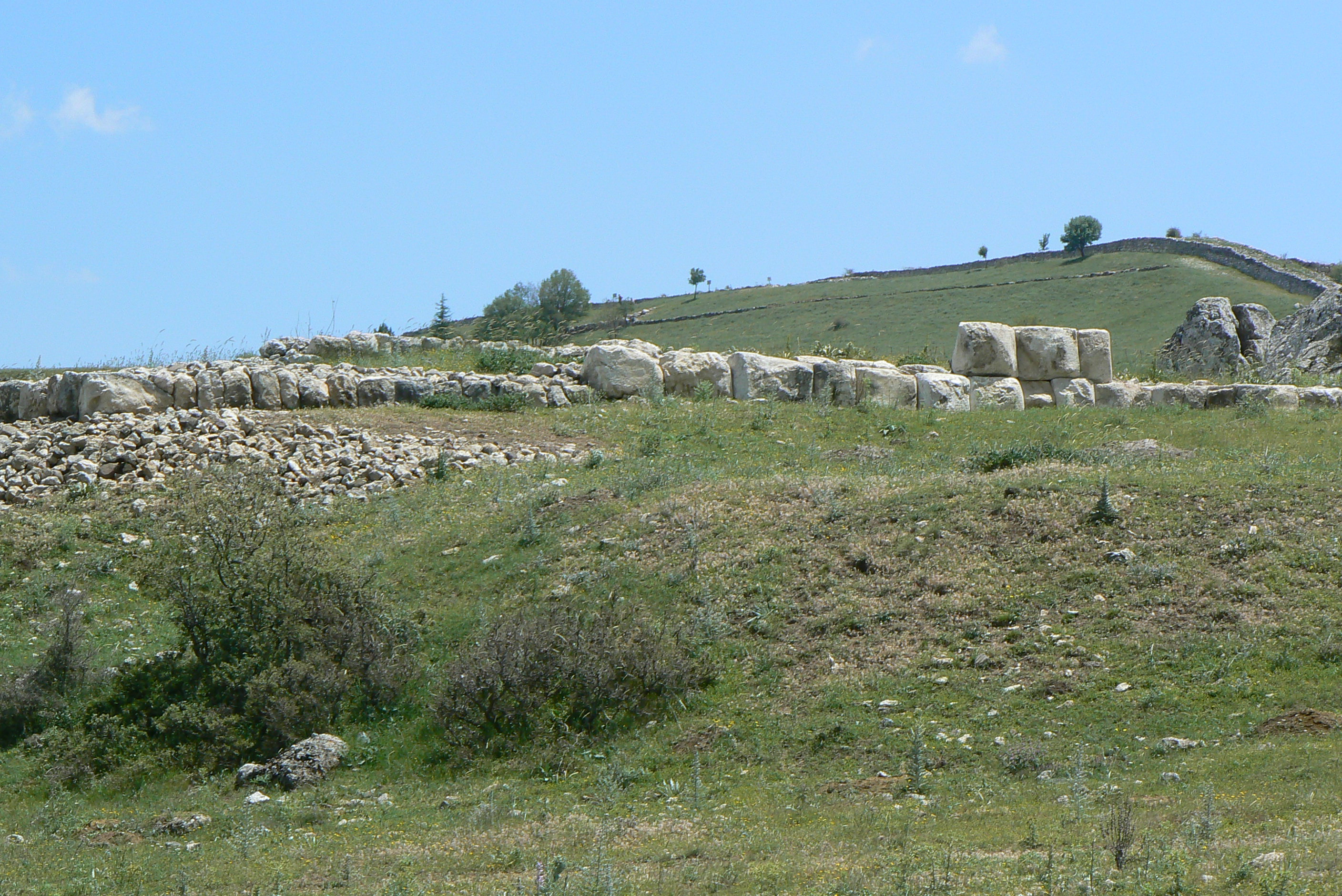
Az 5. templom maradványai

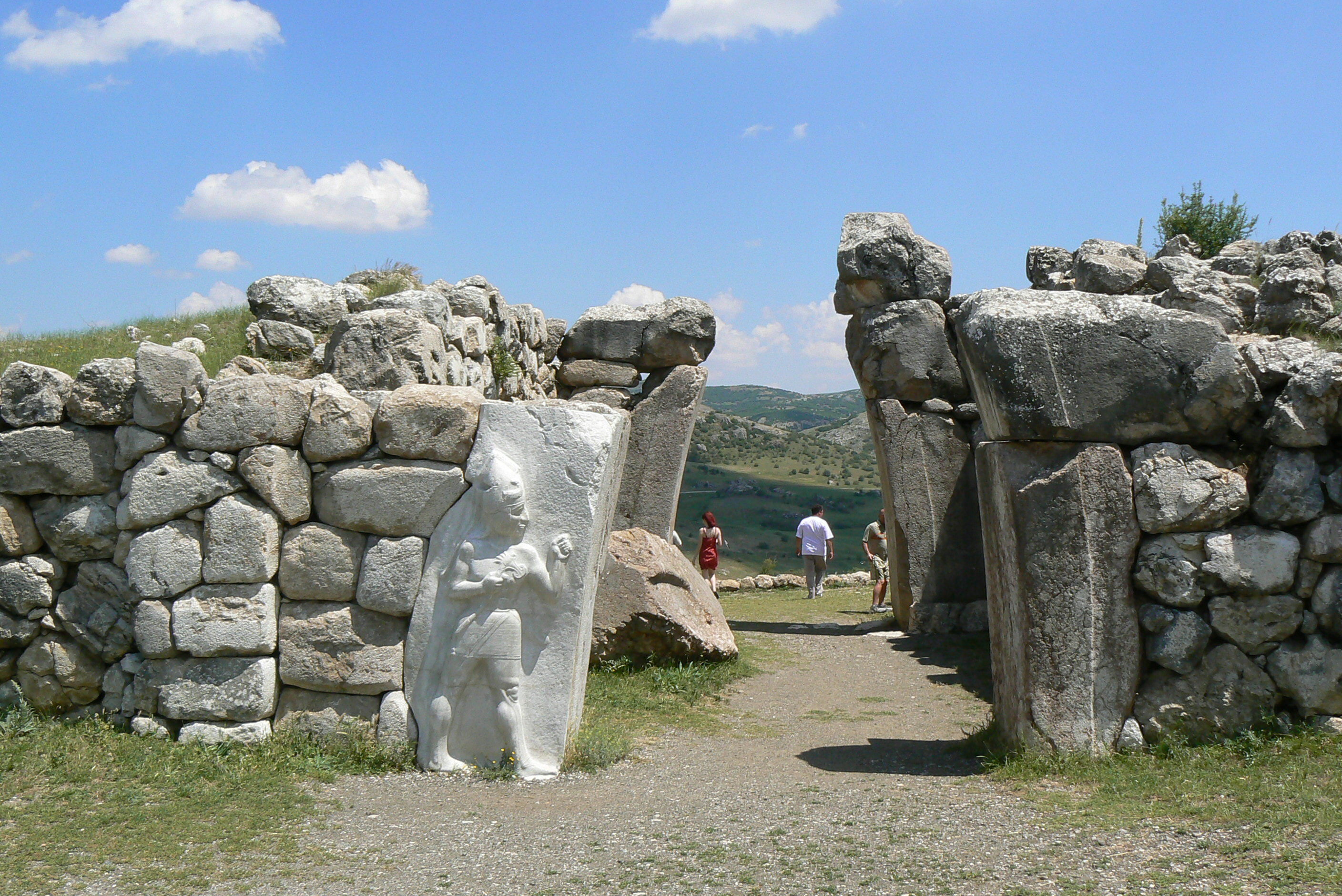
A Király kapuja

A Yerkapinál álló földsánc tetején áll a Szfinxek Kapuja. A többi fontos városfaltól eltérően két oldalát nem szegélyezik őrtornyok, hanem az út közvetlenül egy tornyon haladt keresztül. A város többi bejáratától eltérően nem boltozatos tetejű, hanem egyszerű, lapos tetővel fedték le. Külső oldalát kétszárnyú ajtóval zárták le. A Szfinxek Kapuja egyértelműen nem átlagos városkapuként funkcionált. Csak lépcsőkön lehetett megközelíteni, ezenkívül szobordíszítése is különleges volt. Elképzelhető, hogy a földsánccal együtt egy gigantikus díszletet alkottak, ahol a város lakossága a sánc aljáról figyelhette a szertartásokat.
Nevét a négy, nagyméretű kőtömbökből kifaragott szfinxről kapta, amelyek a négy sarkát díszítették. Szfinxalakok minden bizonnyal egyiptomi hatásra jelentek meg a hettita szobrászatban. Napjainkban csak a kapu külső részén levő nyugati szfinx áll a helyén. Egy kőtömbből faragták ki, fejét és testének egy részét évszázadokkal ezelőtt letörték. Az eredetileg mellette álló szfinx elveszett, valószínűleg építőanyagnak használták fel. A jelek arra mutatnak, hogy a megmaradt szobrot is építőanyagnak szándékoztak felhasználni, erre utal, hogy darabokra törve találták meg, a darabokon a római vagy bizánci időkből származó vésőnyomokkal. A kapu városon belüli oldalára faragott két szfinx egy tűzvész következtében (amikor a torony is elpusztult) súlyosan károsodott és darabokra tört. 1907-ben a darabokat összeállították, és az egyik szobrot Isztambulba, a másikat Berlinbe szállították. A Szfinxek oldalára nagyméretű szárnyakat faragtak, arcuk nőies, rövid arcvédővel ellátott sisakot viselnek. A sisakjuk elején látható szarvak isteni eredetükre, a természet istenével, Kuruntasszal való kapcsolatukra utalhatnak, mivel ezt az istent szarvasként, szarvas hátán álló emberként, vagy szarvkoronás harcosként ábrázolták.

### A Felsőváros templomkörzete
A földsánctól északi irányban egy kiterjedt templomkörzet maradványait tárták fel. 24 templomépületet azonosítottak, ezenkívül még feltáratlan maradványok lehetnek a területen. Az ékírásos agyagtáblákon gyakran előfordul a „Hatti-föld ezer istene” kifejezés, ami megmagyarázza a templomépületek nagy számát. A hettiták, amikor új népekkel kerültek kapcsolatba, idővel a másik nép isteneiknek kultuszát is beépítették saját vallásukba. Az isteneknek templomokat emeltek, vagy ha ez valamilyen okból nem volt lehetséges, akkor egy szent követ, fát vagy kutat ajánlottak fel nekik. A templomok mérete változó volt, a nagyobbak 1200–1500 m² a kisebbek 400–600 m² területet foglaltak el. Egyes templomok köré (pl. 4., 6. és 26. számú templom) kerítést építettek. A templomok nagy mérete és helyiségeik nagy száma arra utal, hogy templomi funkciójuk mellett gazdasági feladatokat is elláttak, alapanyagokat, élelmiszereket tárolhattak bennük. Egyes templomok, amelyeket idegen isteneknek szenteltek, valamiféle követi jellegű feladatokat is elláthattak, az idegen népet képviselhették Hattuszasz területén. Felépítésük hasonló az Alsóvárosban lévő Nagy templomhoz, alaprajzuk különböző, viszont közös bennük, hogy sok helyiségből állnak és egy udvar köré épültek. A bejárat először az udvarra vezetett, ahonnan egy nyitott oszlopcsarnokon és több előszobán keresztül lehetett a szentélybe jutni, ahol egy emelvényen az istenség szobra állt. A templomokat nem tájolták, a kultuszkamra elhelyezésekor sem követtek kialakult hagyományokat. A templomok építésénél is a Hattuszaszban szokásos módszert választották: kőalapon, farönkökből készült vázba elhelyezett agyagtéglákból építkeztek. A falakat bevakolták, és belülről legalább részben festéssel díszítették. A templomok általában egyszintesek voltak, esetleg egy pince tartozott hozzájuk. A régebben épült templomok szabálytalan, (pl. 2., 3. és 4. számú templom), a későbbiek négyszög alaprajzúak. Azt nem lehet megállapítani, hogy a templomokban melyik isteneket tisztelték, mert a fából vagy fémből készült istenszobrok azóta eltűntek, és a város hanyatlása idején az épületeket teljesen kiürítették. Napjainkra a városfalakhoz hasonlóan a templomépületeknek is csak a kőalapja maradt meg. Az i. e. 13. század vége felé a templomkörzet komoly átalakuláson ment keresztül. A legfontosabb változás az volt, hogy a korábban szakrális területnek tekintett templomkörzetben lakóépületeket emeltek, hogy a korábban a városon kívül lakóknak(akiket ekkor már külső támadások fenyegettek) menedéket nyújtsanak.

### Az 5. templom és Tudhalijasz király sztéléje
Yerkapi és a Király kapuja között helyezkedett el Hattuszasz három legnagyobb méretű temploma, a 2., a 3. és az 5. templom. Közülük az 5. templom a legérdekesebb, alaprajza a szokásos (bejárat, udvar, előszobák, kultuszkamra), viszont a többi templomépülettől abban különbözik, hogy építői ezt a struktúrát 90 fokkal elfordulva megismételték. Ez arra utal, hogy az 5. templom a Nagy templomhoz hasonlóan ikertemplomként funkcionált, egyszerre két istenségnek ajánlották fel. Az épületet kerítéssel vették körül, így a templomot és a hozzá tartozó néhány melléképületet egy szent körzetté alakították. A templom mellett feltárt három egyhelyiséges épület kápolna lehetett. Az egyikből egy domborművel díszített sztélé került elő, amely egy harcost ábrázol rövid szoknyában, kezében lándzsával és szarvakkal ellátott sisakkal a fején. Az alakot a felemelt keze fölötti hieroglifák alapján Tudhalijasz királyként azonosították, bár az nem derül ki, hogy az azonos nevű uralkodók közül melyikük idejében készült. A sisakján lévő szarvak isteni erőre utalnak, ez azt jelenti, hogy a királyt halála után ábrázolták.

### A Király kapuja
A Király kapuját az Oroszlános kapuval pont szemben építették a városfalban, felépítésük is hasonló. Teteje boltozatos kialakítású volt, két oldalán őrtornyokat emeltek. Jelentős különbség viszont, hogy csak a városon belüli oldalát díszítették. A kapu nevét egy harcos domborműves ábrázolásáról kapta, amelyet a korai ásatók királynak vélték, ezért adták a kapunak a Király kapuja nevet. Az eredeti domborművet 1907-ben Ankarába szállították, ahol azóta az Anatóliai Civilizációk Múzeumában őrzik. Az alak magassága 2,25 méter, rövid szoknyát visel, kezében díszes bárdot tart. Fején csúcsos sisakot hord, széles arc- és nyakvédővel. Hosszú haja a válláig ér, sisakja tetejéről hosszú szalag lóg a könyökéig. Sisakjára szarvakat faragtak, ami azt valószínűsíti, hogy nem király-, hanem istenábrázolásról lehet szó. Az alakot eddig nem sikerült azonosítani, elképzelhető, hogy Szarruma istent, Teszub viharisten és Hebat napistennő fiát ábrázolja, aki III. (IV.) Tudhalijasz király védőistene volt. Korábban azt is feltették, hogy az istenné vált Tudhalijaszt ábrázolja. Simon Zsolt szerint a szarvkoronás ábrázolások Inara–Kuruntasz isten ábrázolásai. A kapu funkciója bizonytalan, mert közönséges városkapukra, ahol a lakosság is a közelébe kerülhetett, nem faragtak istenábrázolásokat. Elképzelhető, hogy csak különleges alkalmakkor, szertartások, felvonulások idején nyitották meg. A Király kapuját kívülről egy másik védőfallal is megerősítették, így az Oroszlános kapuhoz hasonlóan az ostromlókat egyszerre két oldalról támadhatták. Ennek rendkívül fontos szerepe volt a város védelmében, mert hiába védték masszív megerősített falak, a kapukon lévő fa ajtószárnyakat az ostromlók könnyen betörhették vagy felgyújthatták.

## A keleti mesterséges tavak és a hozzájuk tartozó kultuszkamrák

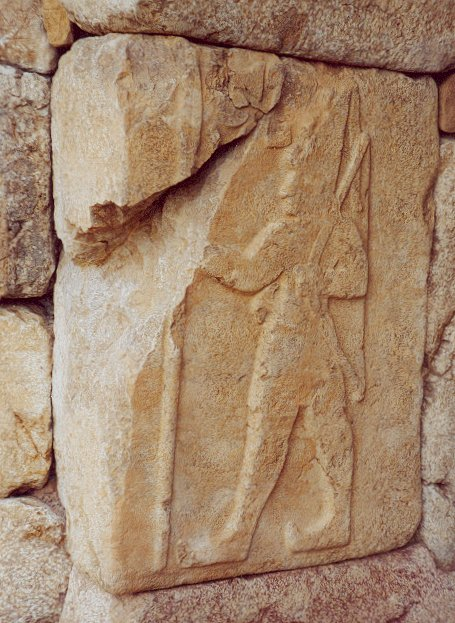
II. Szuppiluliumasz ábrázolása a Hieroglifás kamrában

A Felsőváros templomkörzetétől északkeleti irányban a hettiták két kisméretű mesterséges tavat alakítottak ki. Az egyik tó kb. 90×60 méteres volt, a másik medence területét még nem tárták fel teljesen, de a jelek arra mutatnak, hogy hasonló méretű lehetett. A két tavat egy 16 méter széles gát választotta el egymástól, ezenkívül gátakkal erősítették meg egyik tó északnyugati és mindkét tó északkeleti oldalát. A medencék széleit mészkőtömbökkel, aljukat vízzáró agyagréteggel borították be. A medencéket sziklás területen alakították ki, így az elszivárgó víz mennyisége nem volt jelentős. A medencékhez a víz egy részét a helyben fakadó forrásokból nyerték. Ezenkívül, kiégetett agyagcsövekből készült vízvezetékeken, a városon kívülről is vezettek vizet a medencékbe. Az egyik ilyen vízvezetéket a Király kapuja alatt építették a városfalba. A medencéknek rendkívül fontos szerepe volt a város életében, ezért a terület kultuszhelyként is funkcionált. Kultikus célokra két boltíves kamrát építettek, az egyiket az 1. számú medence nyugati, a másikat az északi sarkán. A két kultuszkamra a jelenleg ismert legrégebbi kőboltozatos épület a Közel-Keleten (III. (IV.) Tudhalijasz uralkodása i. e. 1237–1209-re datálható). Az egyik (2. számú, vagy Hieroglifás Kamra) falán kiváló állapotú domborművek maradtak fenn. Az ásatások korai szakaszában a kamrát királyi temetkezésnek vélték, jelenleg úgy gondolják, hogy az alvilág bejáratát jelképezte. Ezt a feltételezést megerősítheti, hogy az ókorban a tavakat és a forrásokat is az alvilág bejáratának tekintették. Az építéséhez használt kőtömbök egy részét később a Déli citadella megerősítésére használták fel, ami nagymértékben megnehezítette a kamra rekonstruálását. A kamra külső falát az eredeti kőalapon az eredeti kőtömbök felhasználásával teljesen újjáépítették. A kamra hátsó falán a napisten domborműves ábrázolása látható. Hosszú köpenyt és hegyes orrú szandált visel. Feje fölé szárnyas napkorongot faragtak, egyik kezében egy botot a másikban az egyiptomi eredetű „ankh” jelhez (az élet jele) hasonló szimbólumot tart. A balra tőle álló alak II. Szuppiluliumasz, az egyik utolsó nagyhatalmú hettita uralkodó. A harcosok rövid szoknyáját viseli, övében kardot, vállán íjat hord, kezében lándzsát tart. Fején istenségekre jellemző csúcsos fejfedőt visel szarvakkal, előtte luvi hieroglifákkal írt neve és címei láthatók. A szemközti falra egy hatsoros szöveget véstek szintén luvi hieroglifákkal. A feliratot még nem sikerült teljes egészében megfejteni, jelentése a következő lehet: „II. Szuppiluliumasz a Nagy Király az istenek segítségével számos területet foglalt el, köztük Tarhuntasszasz vidékét, új városokat alapított, és áldozatokat mutatott be az isteneknek.”

## A Déli citadella és a 31. templom
A Déli citadella maradványai Hattuszasz fríg korából (i. e. 700 körül) származnak. A Büyükkalétól délre emelt nagyméretű vaskori település egyik része volt, amely elfoglalta a Felsőváros egy részét és az Alsóváros keleti területét. Az erődítmény falai masszív terméskőalapra készültek, amelyeknek szélessége elérhette a 4 métert is. Az épületkomplexumot csak egy tornyokkal megerősített kapun keresztül lehetett megközelíteni északnyugati irányból. A falakon belül lakónegyedeket, kézműves műhelyeket és raktárépületeket emeltek. A megerősített terület északi részén egy hettita korból származó templom maradványait tárták fel (31. templom). Alaprajza hasonló a többi temploméhoz, a benne folytatott kultusztevékenység kapcsolatban állhatott a medencék melletti kultuszkamrákban zajló szertartásokkal

## Nişantaş és a közigazgatási épületek

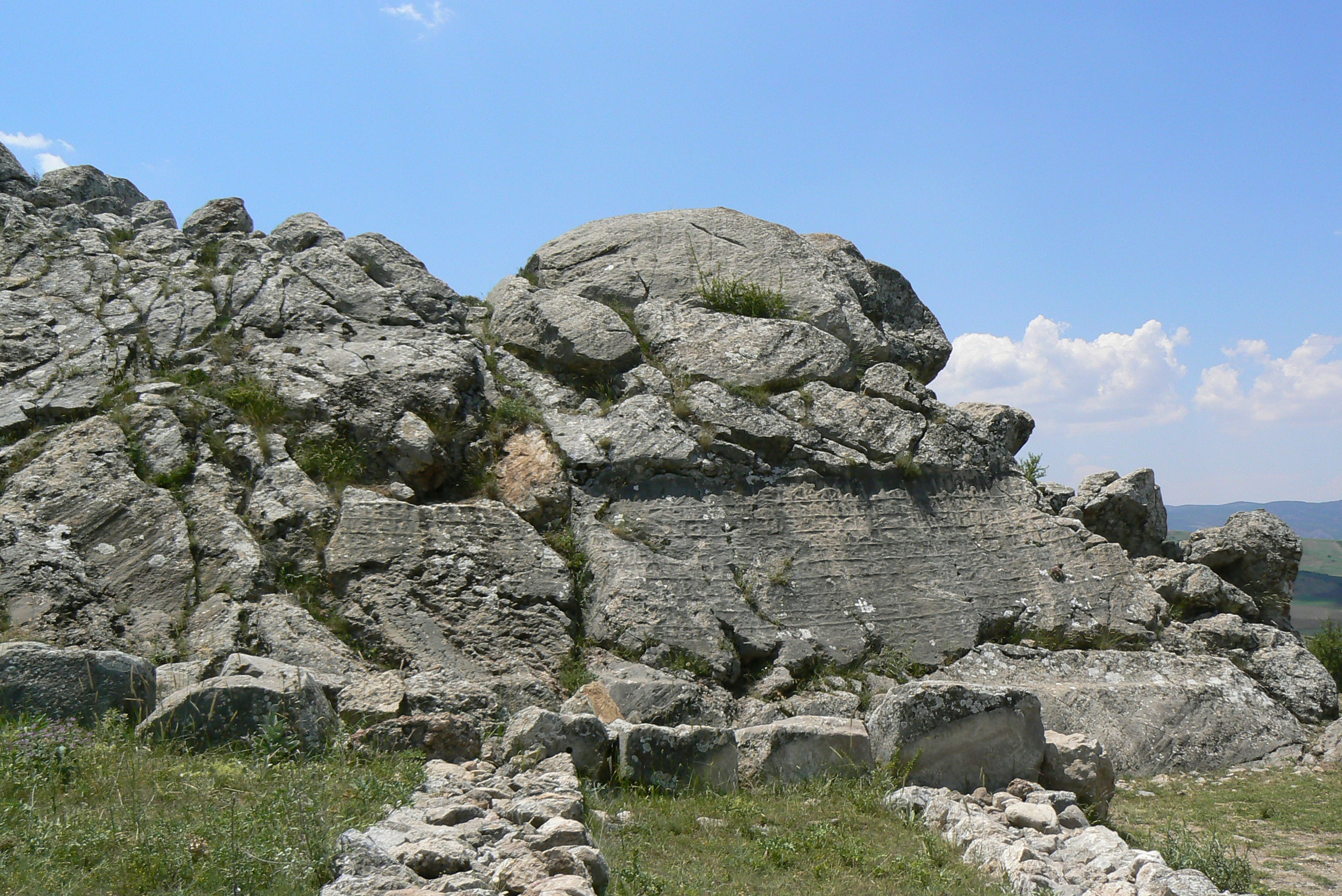
Nişantaş luvi hieroglif írással írt felirata

A Déli citadella mellett délnyugati irányban található Nişantaş, ami Yenicekale és Sarikale mellett a város egyik kiemelkedő pontja. Nevét („Megjelölt szikla”) az oldalába vésett lúviai hieroglifákról kapta. A hieroglifák hasonlóak azokhoz, amelyeket a Hieroglifás kamra falaira véstek, de az időjárási körülmények olyan mértékben károsították a feliratot, hogy jelentésének nagy részét nem sikerült megfejteni (jelenleg védőbevonat takarja).
Annyi biztosnak tűnik, hogy II. Szuppiluliumasz idejéből származik. Neve a felső sorban olvasható, majd a felirat apját IV. Tudhalijaszt és nagyapját III. Hattusziliszt is említi. A feliratban utalnak egy emlékműről, amelyet II. Szuppiluliumasz emeltetett apjának, valamint egy tengeri csatára, amelyet a rézben gazdag Ciprusra való partraszállás követett. A sziklákon eredetileg egy nagyméretű épületegyüttes állt, amelyből csak néhány elszórt kődarab maradt meg.
A szikla lábánál egy kapu maradványait tárták fel, és szfinxalakokat ábrázoló kőtömbök töredékei kerültek elő. A töredékekből az látszik, hogy a szfinxeknek csuklyaszerű sörényük volt, és nagyméretű fejdíszt viseltek. A boltozatos kapu eredetileg egy rámpa végén állt, ami a sziklán elhelyezkedő épületkomplexumba vezetett. Nişantaştól északi irányban a Büyükkalei citadella mellett számos közigazgatási célból emelt épület állt. Napjainkra csak az Északi épületegyüttes alapja maradt fenn. Mögötte állt a Nyugati épület, amelyből néhány alapfal maradványa látható. Az épületekből több mint 3000 agyaggolyó került elő, rajtuk a király pecsétlenyomatával. Az épületeket tűz pusztította el, a pecsétnyomok ezért maradtak fenn. Ezekkel a nyomatokkal tették hivatalossá az állami levelezést és különböztették meg a király tulajdonában lévő javakat.

## A Királyi citadella Büyükkalén

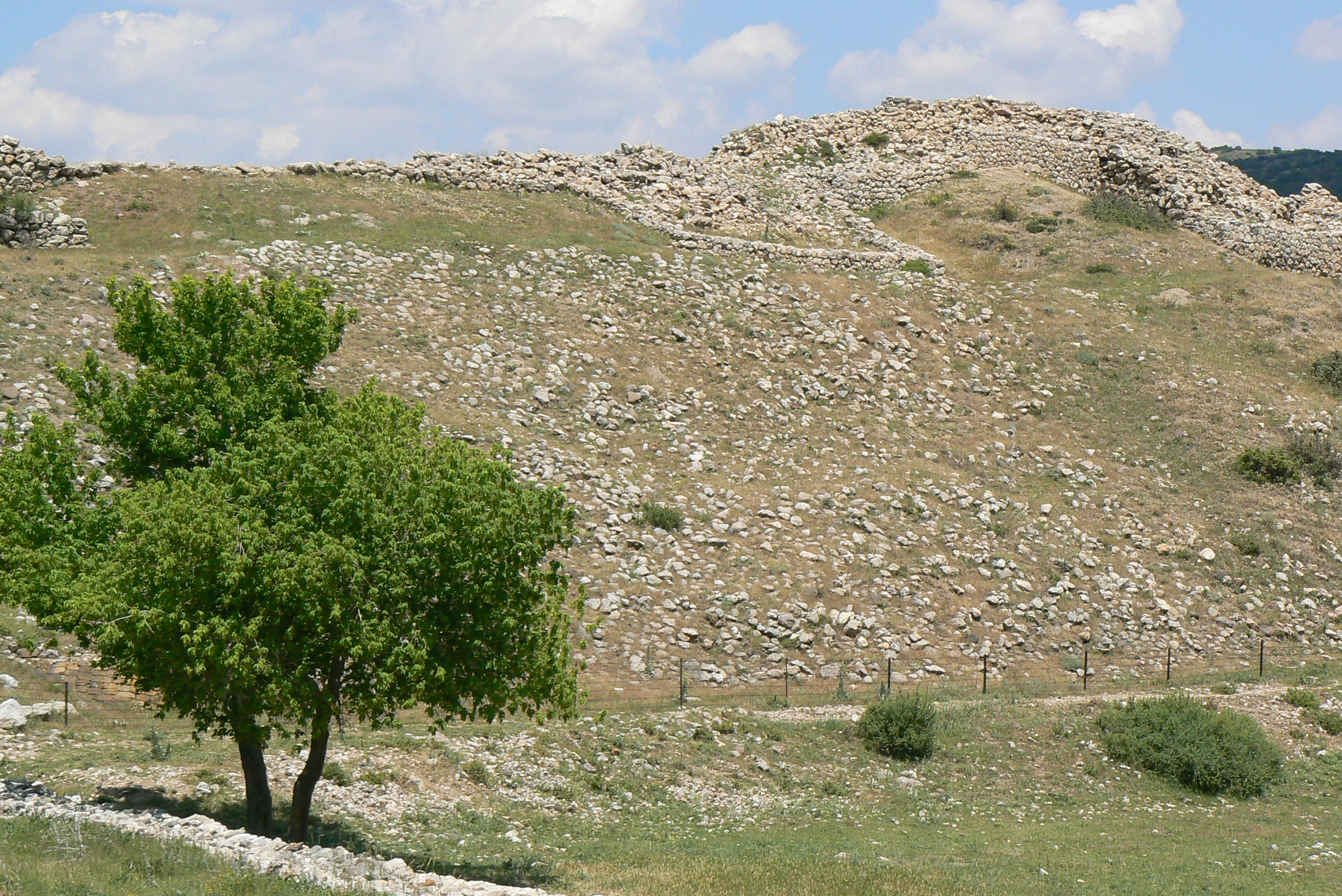
A Királyi citadella romjai déli irányból

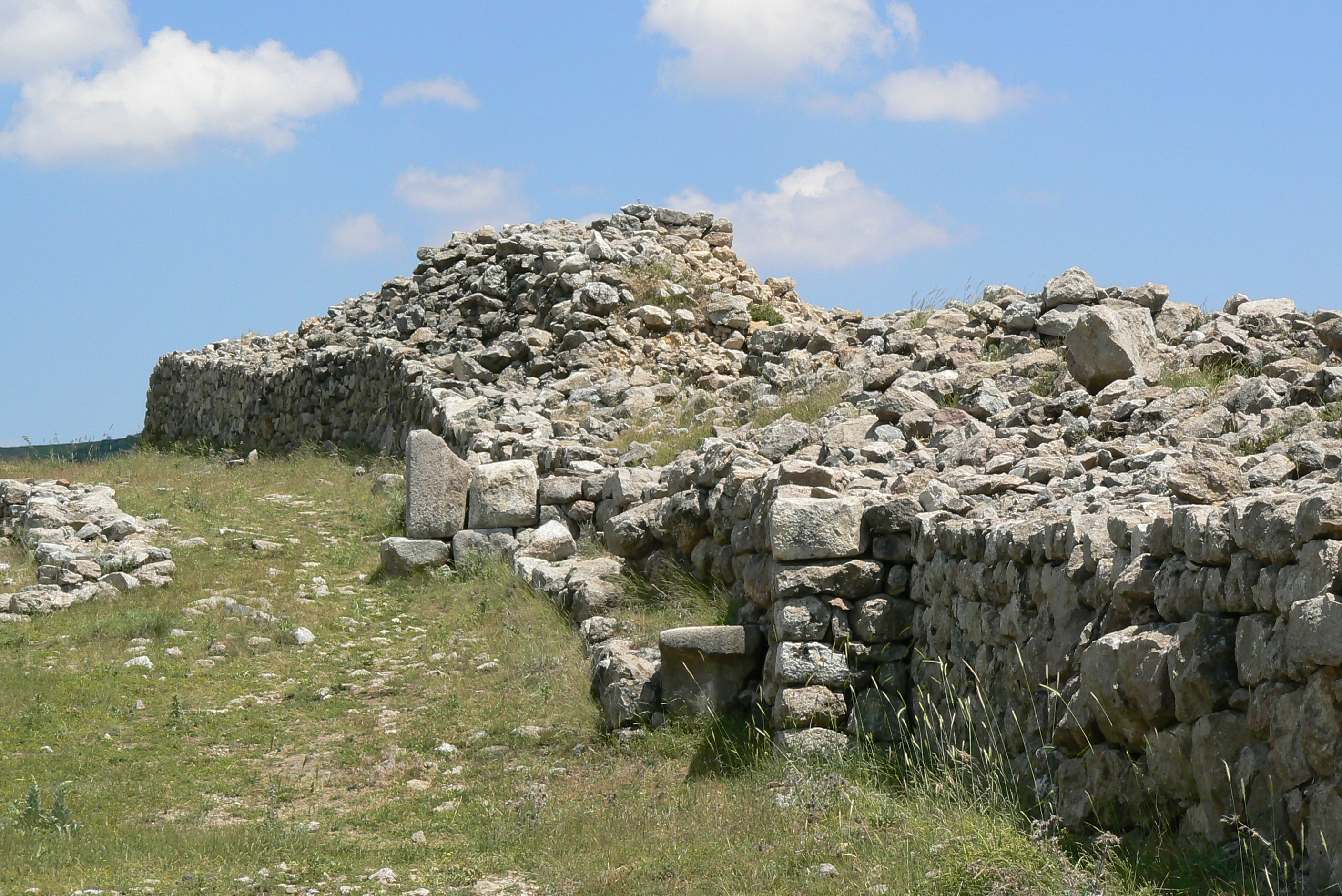
A Királyi citadella megerősített városfalának maradványai

A Büyükkale (Nagy Kastély) egy kb. 250×140 méteres relatíve sima fennsík Hattuszasz keleti részén. Minden oldalról meredek természetes lejtők védik. Már az i. e. 3. évezredben, a korai bronzkor idején is lakott volt. A Vc-jelű réteg jelöli ki az EBA III periódust, amely a Kanis III-mal egyidős, Hattuszasz IX. régészeti rétege. Az ekkori „fellegvár” legalább nyolc helyiséges, szinteltolásos építmény volt. A réteg óriási méretű, kosfejekkel díszített kancsókat tartalmazott. E legkorábbi építmény kiemelkedő fontossága, hogy megmutatja a folytonosságot a korai hatti korszak és a későbbi hettita korszak között, mivel ezen épület jellegzetességei a későbbi hettita építészetre is jellemzőek. Egyelőre nem ismert, hogy Hattuszasz ebben a korszakban mennyire volt jelentős település, Pambasz idejéből nincs írásos említés róla. E legkorábbi büyükkalei építmény tűzvészben pusztult el.
Később a helyen a hettiták fokozatosan alakították ki a megerősített Királyi citadellát. A citadella a vaskorban, a város fríg korszaka alatt, és később a hellenisztikus korban is kiemelkedő szerepet játszott a város életében.
A ma is látható maradványok a citadella i. e. 13. században, III. Hattuszilisz alatt történő helyreállításának és átalakításának idejéből valók. Hattuszilisz polgárháború révén jutott trónra, amelyben a citadella egy része megsemmisült.
A citadellát déli irányból lehetett megközelíteni egy hídon keresztül, ami a Déli kapuhoz vezetett. A kapu keleti oldala ma is áll, eredetileg két terméskőből faragott oroszlán díszítette. A Déli kapu a citadella első udvarába vezet, amelynek területét eredetileg vörös színű lapos kövekkel burkolták be. Az udvar hátsó részén lévő újabb kapun keresztül lehetett megközelíteni a citadella alsó udvarát. Az aránylag hosszú és keskeny udvar egy négy udvarból álló sorozat második eleme volt. Nyitott oszlopcsarnok vette körül, a mellette levő M, N, G és A jelű épületekben laktak a palota tisztviselői, és itt volt a palotaőrség helye is.
Az Alsó udvar végén nagyméretű kapu nyílt, ezen keresztül lehetett belépni a Központi udvarba. A többi átjáróhoz hasonlóan két oroszlánszoborral díszített kaput egy lépcsőn keresztül lehetett megközelíteni. A mögötte elhelyezkedő központi udvart is nyitott oszlopcsarnok vette körül. Az Alsó udvartól balra lévő kapun keresztül lehetett a palota központjába belépni. A kapu mögött vízelvezető csatornát építettek. A tőle balra található B és C jelű épületet szentélyként azonosították, hasonló szerepet tölthettek be, mint később Európában a kastélykápolnák. A C jelű épület közepére egy 5,2×6 méteres, 2,3 méter mélységű medencét építettek, amelyből számos áldozati kerámiaedény maradványa került elő. Az épület falait szokatlanul nagyméretű mészkőtömbökből alakították ki, bal sarkán vízelvezető csatorna haladt keresztül. Az épület medence feletti része valószínűleg nyitott volt.
A C épület mellett állt Büyükkale legnagyobb épülete, a D épület, amely valószínűleg a király fogadócsarnokaként funkcionált. Ma már csak az alapozásának maradványai láthatók. Alapterülete 39×48 méter volt, benne öt hosszú, alacsony, kőtömbökből készült választófallal, amelyek a tetőt tartó oszlopsorok alapjai voltak. A termet egy ajtón keresztül közvetlenül a Központi udvarról is meg lehetett közelíteni. A D épület egyik folyosóján kerültek elő azok a királyi pecsétek, amelyek a hettita hieroglif írás megfejtését elősegítették.
A Büyükkale északnyugati részén állt az E és F jelű épület, amelyekben a király privát lakosztályai kaptak helyet. 1906-ban az E épületből nagyszámú ékírásos agyagtábla került elő. Az i. e. 13. század vége felé a palotakomplexumot tűzvész pusztította el. A tűzben az agyagtéglából készült falak egy része kiégett, így fennmaradt, különösen az E épület esetében. A citadellát északnyugatról hatalmas méretű, megerősített fal választotta el az alatta lévő városrésztől. A Központi udvar keleti oldalán látható épületmaradványok fríg eredetűek, az i. e. 7. és az i. e. 6. századból valók. A K és A jelű épületekben is számos agyagtáblát találtak, melyeket eredetileg fából készült polcokon tároltak. Szerződéseket, hivatalos állami dokumentumokat, jóslatokat és történeti szövegeket írtak rájuk. A K és A épület között lévő területet egy 24 méter hosszú medence foglalta el. Oldalát mészkőtömbökkel rakták ki. A medencét kultikus célokra használhatták, erre utal a medence területéről előkerült számos, agyagból készült hajómodell. Ezenkívül a vizet tűzoltási célokra is tárolták a medencében a gyakori tűzvészek miatt.
I. Szuppiluliumasz idejében a domb keleti és nyugati oldalain mesterséges teraszokat építettek. Ezek mellé III. Hattuszilisz újabb teraszokat tett, valamint a déli oldalon lebontatta az utolsó lakóépületeket is, így már a Citadella teljes területét az uralkodói épületek foglalták el.

## Büyükkaya

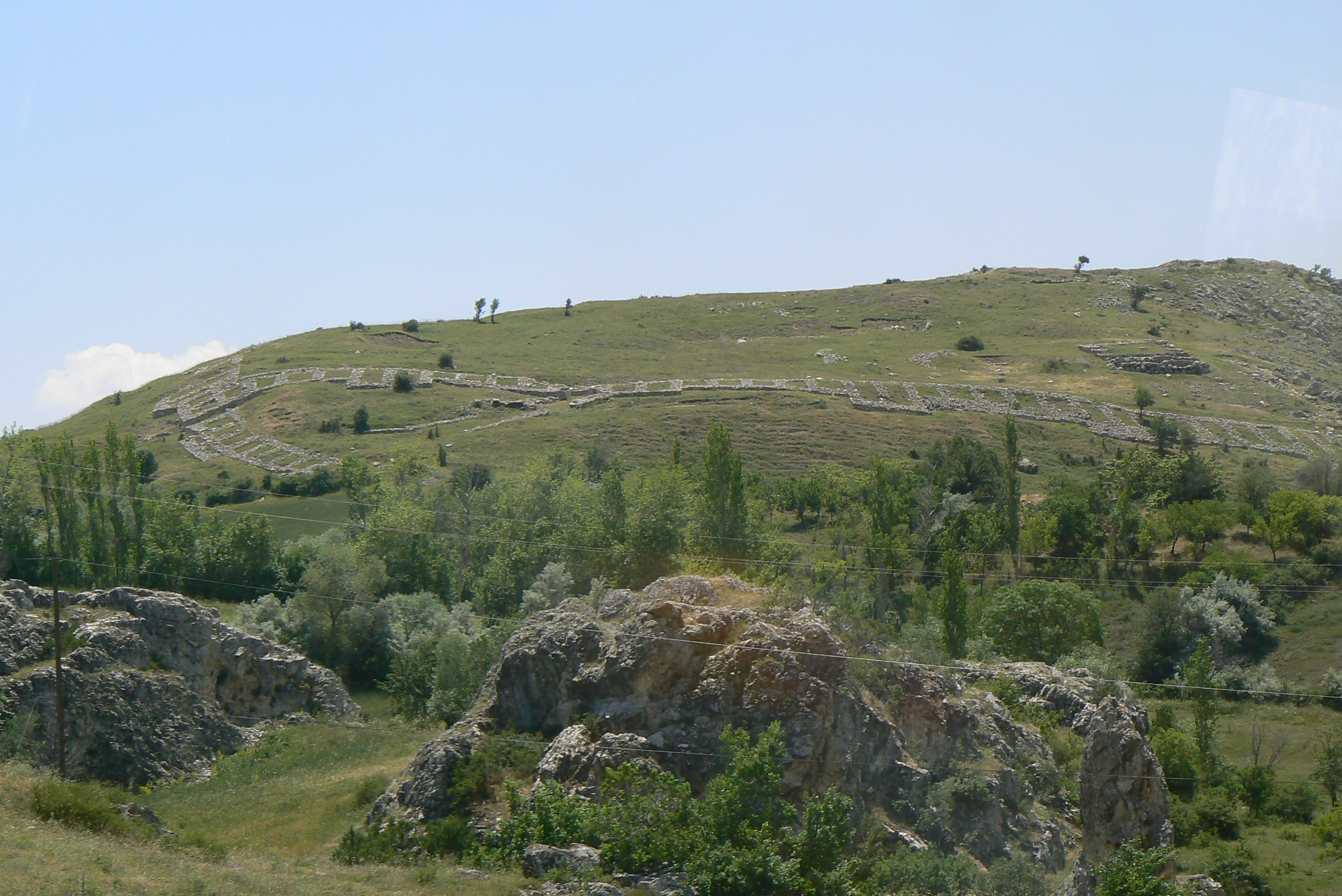
Büyükkaya védőfalának maradványai északi oldalról

Büyükkaya (a „Nagy Szikla”) kb. 100 méterrel emelkedik ki környezetéből a város északi peremén. Már 4000 évvel a hettiták betelepülése előtt is lakott volt. A hattik számára is fontos volt a terület, később a hettiták monumentális épületkomplexumot emeltek a korábbi épületek helyére. Csak a hettita kori épület alapozásának darabjai maradtak meg. Az i. e. 16. században a Büyükkayán épült erőd csak a terület délkeleti részét foglalta el később a terjeszkedést az északi oldalon folytatták, ahol a védőfalat összekötötték a várost védő, északi, megerősített városfallal. Később egy újabb erődöt építettek Büyükkaya északi oldalán, így a terület rendkívül erősen védett városrésszé vált. A kiemelt védelem oka az volt, hogy az i. e. 14 és az i. e. 13. században Büyükkaya területét egy hatalmas gabonatárolóként használták. A város és környéke szükségleteit kielégítő gabonakészletet földbe ásott négyszögletes alakú vermekben tárolták. A vermek alját kőburkolattal borították, majd gabonával teletöltötték, és vastag talajréteggel borították. Így megakadályozták a levegő beáramlását, és ezzel a módszerrel a gabona évekig is mentes maradhatott a rágcsálók, férgek és gombák okozta károktól. Eddig 11 vermet tártak fel, a legnagyobb közülük 12×18×2 méteres, amely körülbelül 260 tonna gabona tárolását tette lehetővé.

## Yazilikaya

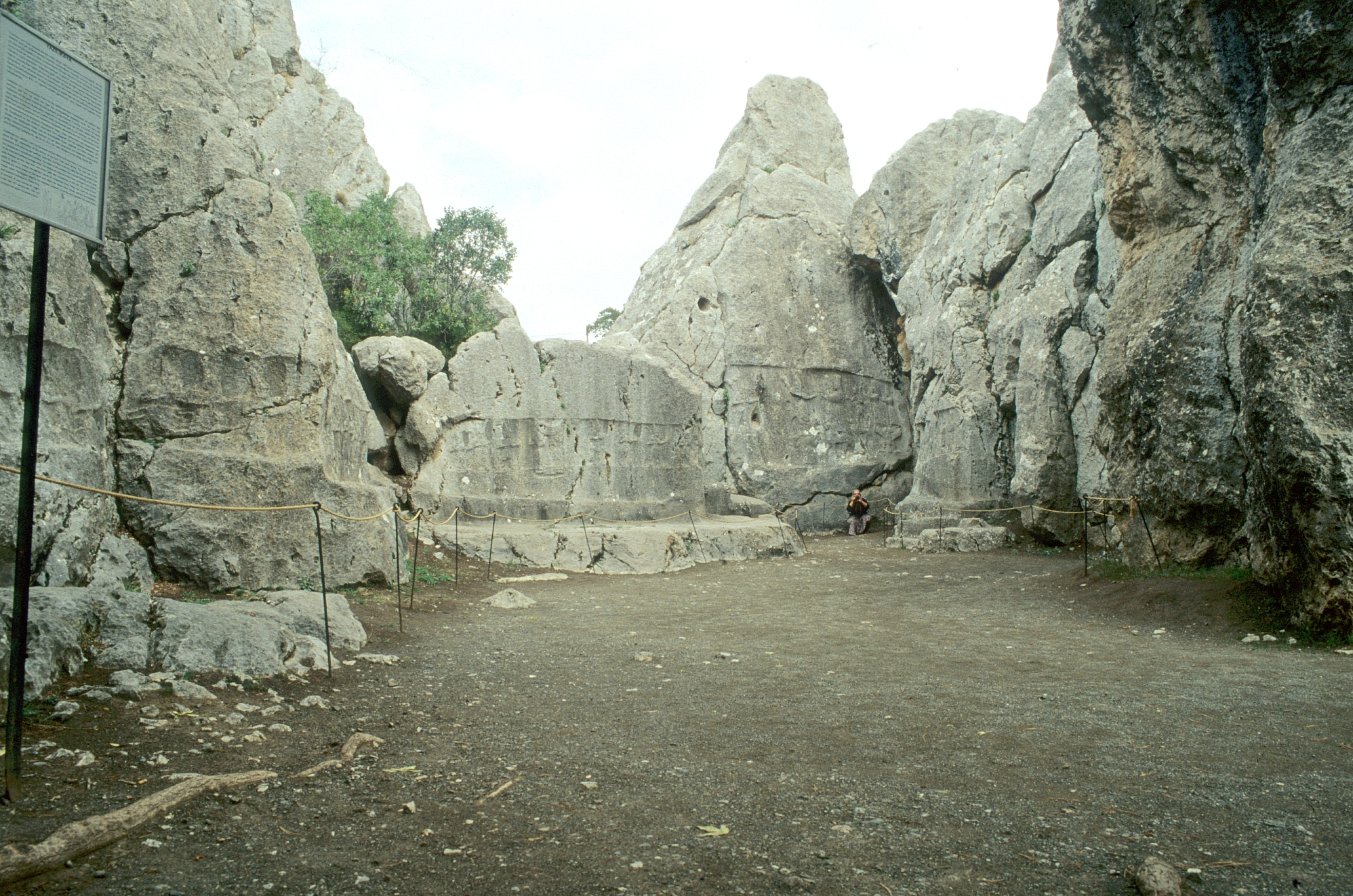
Yazilikaya, a sziklaszentély A jelű helyisége

Hattuszasztól kb. 2 km-re található Yazılıkaya („Feliratos szikla”). A területet már az i. e. 3. évezredben is látogatták, domborművekkel való díszítése IV. Tudhalijasz király uralkodása alatt történt. Két helyiségből áll (A és B jelű), közülük az egyik, az A jelű, az uralkodó temetkezési helye lehetett. A másik helyiségben tarthatták a tavaszünnepet, amikor ünnepélyes külsőségek között kérték a természet isteneit, hogy kedvező legyen az időjárás és jó a termés. A sziklaszentély mindkét helyiségét a sziklákba vájt lapos domborművekkel díszítették. Az A helyiségben istenek és istennők sorát vésték a sziklába, az egyik sor élén Teszub viharisten, a másikon Hebat napistennő alakja ismerhető fel. Az istenek az őket megkülönböztető jegyeket viselik (pl. szarvakkal ellátott fejfedő), és nagyobbak a többi alakhoz képest. A főistenségek falával szemben IV. Tudhalijasz ábrázolása látható. IV. Tudhalijasz királyt a B jelű helyiségben is ábrázolták, Szarruma istenség védelme alatt, ezenkívül az egyik főistent, Nergalt, az Alvilág istenét emberi felsőtesttel, de földbe szúrt kard alakjában jelenítettek meg.
A yazilikai sziklaszentélyben összesen több mint 70 istenábrázolással díszítették a sziklafalakat.